# Partido Republicano (Estados Unidos)
El Partido Republicano (en inglés: Republican Party; también conocido como GOP, de Grand Old Party, «el viejo gran partido») es un partido político estadounidense. Junto al Partido Demócrata, son los dos únicos partidos que han ejercido el poder en dicho país desde mediados del siglo XIX. El partido se asocia comúnmente con el conservadurismo.
El partido fue fundado en 1854 por activistas antiesclavistas que se oponían a la Ley de Kansas-Nebraska, que permitía la posible extensión de la esclavitud a los territorios occidentales de Estados Unidos. El partido apoyó la reforma económica orientada a la industria, apoyando inversiones en la manufactura, los ferrocarriles y la banca. El partido tuvo éxito en el Norte de Estados Unidos y en 1858 había reclutado a la mayoría de los antiguos Whigs y antiguos Free Soilers para formar mayorías en casi todos los estados del norte. Los sureños blancos de la clase plantadora se alarmaron ante la amenaza al futuro de la esclavitud en los Estados Unidos. Con la elección en 1860 de Abraham Lincoln, el primer presidente republicano de la historia del país, los estados del Sur se separaron de los Estados Unidos. Bajo el liderazgo de Lincoln y un Congreso republicano, el Partido Republicano lideró la lucha para derrotar a los Estados Confederados en la guerra de Secesión, preservando así la Unión y aboliendo la esclavitud.
Después de la guerra de secesión, el partido dominó en gran medida la política nacional hasta el estallido de la Gran Depresión en la década de 1930, cuando perdió la mayoría en el Congreso y los programas del New Deal de los demócratas resultaron ser más populares. La elección de Dwight D. Eisenhower en 1952 supuso una ruptura hegemónica entre los presidentes demócratas y presidió un período de mayor prosperidad económica después del fin de la Segunda Guerra Mundial. Después de la era de la legislación de derechos civiles en la década de 1960, promulgada por los demócratas, el Sur se volvió más confiablemente republicano y Richard Nixon ganó en 49 estados en las elecciones de 1972, con lo que él promocionaba como su "mayoría silenciosa". La elección de Ronald Reagan en 1980 realineó la política nacional, reuniendo a los defensores de la economía de libre mercado, a los conservadores sociales y a los  halcones de la política exterior de la Guerra Fría bajo la bandera republicana. Desde 2009, el partido se ha enfrentado a un faccionalismo significativo dentro de sus propias filas y se ha inclinado  hacia el populismo de derecha. Tras la elección de Donald Trump en 2016, el partido ha girado fuertemente hacia el trumpismo.
En el siglo XXI, el Partido Republicano recibe su mayor apoyo de los votantes rurales, los sureños blancos, los cristianos evangélicos y los ciudadanos de la tercera edad. En temas económicos, el partido ha mantenido una posición pro empresarial desde su creación. Apoya la reducción de los impuestos y la desregulación, al mismo tiempo que se opone al socialismo, a los sindicatos y a la atención médica de pagador único. El ala populista del partido también apoya el proteccionismo económico, incluidos los aranceles a las a las importaciones.En temas sociales, aboga por restringir el aborto,apoyar las políticas duras contra el crimen organizado, como la pena de muertey la prohibición del uso recreativo de las drogas, promueve el derecho a la posesión de armas y la flexibilización de las restricciones a las mismas, El partido favorece una inmigración legal limitada, pero se opone firmemente a la inmigración ilegal y favorece la deportación de quienes no tienen un estatus legal permanente, como los inmigrantes irregulares y aquellos con estatus de protección temporal. En política exterior, el partido apoya la ayuda estadounidense a Israel, pero está dividido en cuanto a la ayuda militar a Ucrania, y las relaciones diplomáticas con Rusia, con el ascenso de Trump, ha fortalecido una agenda de política exterior aislacionista de "Estados Unidos Primero".

## Historia

### Fundación del Partido Republicano

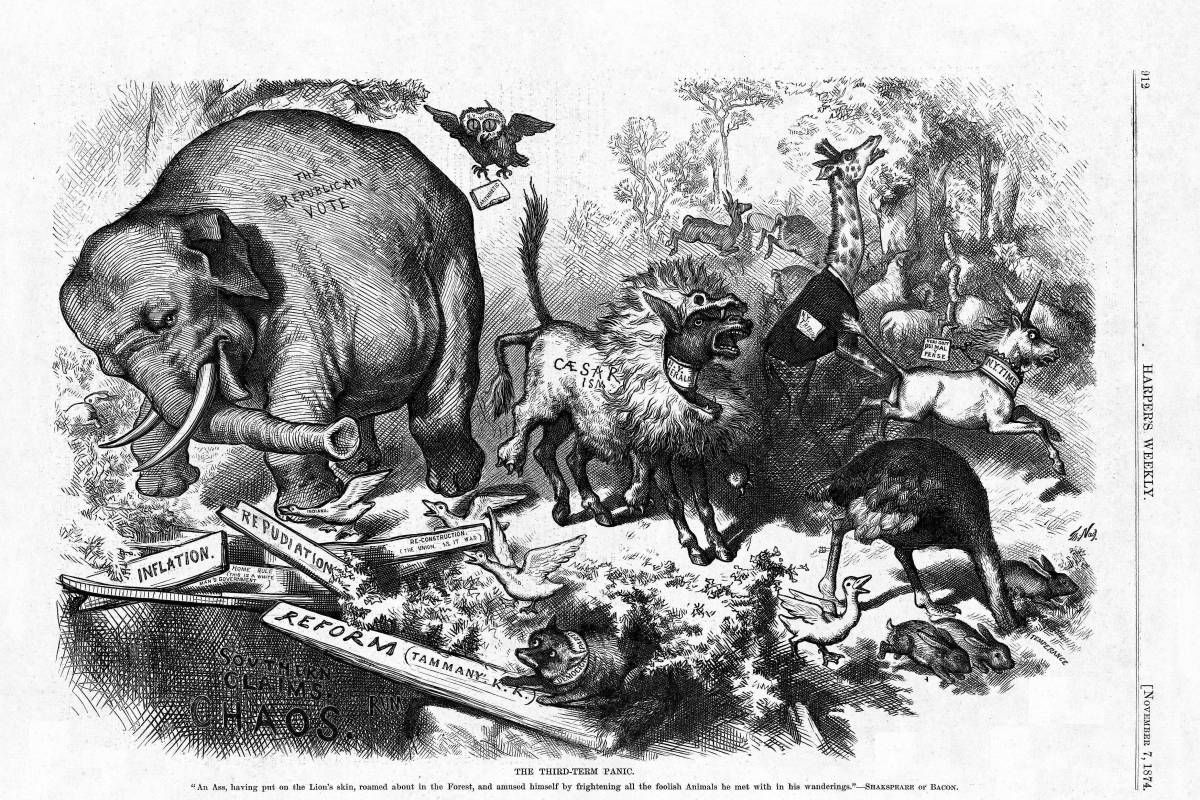
Primera aparición notable del elefante como símbolo del Partido Republicano en una caricatura política del caricaturista Thomas Nast en 1874.

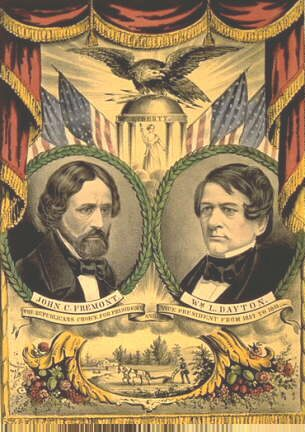
Afiche de la campaña electoral de John C. Frémont, primer candidato republicano a la Presidencia de Estados Unidos, en 1856.

En 1854, el Partido Whig de los Estados Unidos terminó por desintegrarse y desapareció; este había sido, desde 1834, el segundo partido más grande del país (el primero era el Partido Demócrata de los Estados Unidos). El 20 de marzo de ese mismo año se fundó el Partido Republicano, en una reunión celebrada en una pequeña escuela de la ciudad de Ripon, estado de Wisconsin. En concreto, en esa reunión se acordó que, ante la desintegración del Partido Whig, el Comité Local (municipal) del Partido Whig en Ripon se transformaría en el Comité Local de un nuevo partido que se llamaría «Republicano» en honor a Thomas Jefferson (quien había sido el fundador del desaparecido Partido Demócrata-Republicano de los Estados Unidos). Pronto el ejemplo de Ripon fue imitado por otros comités locales y estatales del difunto Partido Whig en diferentes regiones del norte del país; y ya para mediados de año se pudieron celebrar las primeras Convenciones Estatales del nuevo partido. La primera de esas convenciones estatales fue la del estado de Míchigan, que se reunió el 6 de julio de 1854 en la ciudad de Jackson; los estados del Medio Oeste tomaron la iniciativa en la fundación y organización del nuevo partido, mientras que los del Este tardaron más o menos un año en hacerlo.
Obviamente la mayoría de los miembros fundadores del Partido Republicano habían sido miembros del Partido Whig de los Estados Unidos, pero también algunos eran exmiembros del Partido Demócrata, y otra parte de los fundadores eran independientes o habían formado parte de otros grupos (como el Partido del Suelo Libre).
Lo que tenían en común todos estos grupos que se unieron para formar al nuevo partido era su pertenencia ideológica al poderoso movimiento antiesclavista o abolicionista, que aglutinaba a todas las personas de piel blanca en los estados del Norte de Estados Unidos que luchaban para abolir la esclavitud de las personas negras en los estados del Sur del país norteamericano. También estaban de acuerdo en impulsar una política económica basada en dos aspectos fundamentales: una política comercial proteccionista, que disminuyera o impidiera las importaciones por medio de aranceles altos, para proteger la industria nacional de la competencia extranjera; y una política de «mejoras federales», por la cual el Gobierno Federal (Nacional) debía invertir mucho más dinero en obras públicas o de infraestructura (puentes, caminos, etc.) para estimular la economía.
El programa del partido lo hacía muy popular en el Norte del país (sobre todo por la política comercial proteccionista), pero intensamente odiado en el Sur (no solo por la abolición de la esclavitud, sino también por la política proteccionista que perjudicaba a unos estados como los sureños que no tenían casi industria y que necesitaban el libre comercio para colocar sus productos agrícolas en Europa).
En las elecciones legislativas de noviembre de 1854 el Partido Republicano obtuvo buenos resultados en su primera gran prueba electoral, al ser elegidos Representantes (diputados) un total de 46 políticos republicanos. Estos cuarenta y seis parlamentarios republicanos representaban un 18,3 % de los miembros de la Cámara de Representantes del Congreso de los Estados Unidos (en aquella época la Cámara se componía de un total de 252 Representantes o congresistas).
En 1856 el Partido Republicano participó por primera vez en unas elecciones presidenciales, con su candidato John C. Frémont; pero este perdió las elecciones, quedando en un respetable segundo lugar (el ganador fue el presidente James Buchanan del Partido Demócrata). Sin embargo, el partido dominó las regiones de Nueva Inglaterra, el estado de Nueva York y el Cercano Oeste norteño, demostrando que sólo necesitaba ganar dos estados más del Norte para ganar unas presidenciales; además aumentó a noventa el número de sus Representantes en el Congreso (el 38 % de la Cámara) y lograron que las Legislaturas Estatales de varios estados nombraran hasta veinte senadores republicanos para el Senado de los Estados Unidos (su primera representación en esa Cámara del Congreso). Y en las elecciones legislativas de 1858 el Partido Republicano ganó 116 Representantes, que equivalían al 48,7 % de la Cámara y que le daban la mayoría simple en dicha Cámara (que usó para dificultarle las cosas al Presidente Buchanan); y aumentó a 26 el número de sus Senadores en la otra Cámara. En las siguientes elecciones presidenciales la suerte se inclinaría todavía más a favor de los republicanos.

### Etapa de Lincoln

Abraham Lincoln fue el primer Presidente republicano de Estados Unidos y la figura emblemática del partido (1861–1865).

En las elecciones del 6 de noviembre de 1860 el candidato presidencial del Partido Republicano fue Abraham Lincoln, un exrepresentante del Congreso de los Estados Unidos que había sido militante del Partido Whig y que era un gran orador y un antiesclavista moderado.
Aparte de Lincoln había tres candidatos más a la presidencia; el Partido Demócrata se dividió en dos, con los demócratas de los estados del norte postulando un candidato y los demócratas del Sur postulando otro. Además había un cuarto candidato del Partido de la Unión Constitucional que quería ser una opción para los que rechazaban tanto a republicanos como a demócratas (norteños y sureños). La elección fue muy reñida y polarizante; en los estados del sur la candidatura de Lincoln ni siquiera aparecía en las papeletas de votación. Al final Lincoln ganó, aunque su victoria fue recibida con entusiasmo en el Norte y con indignación en el Sur.

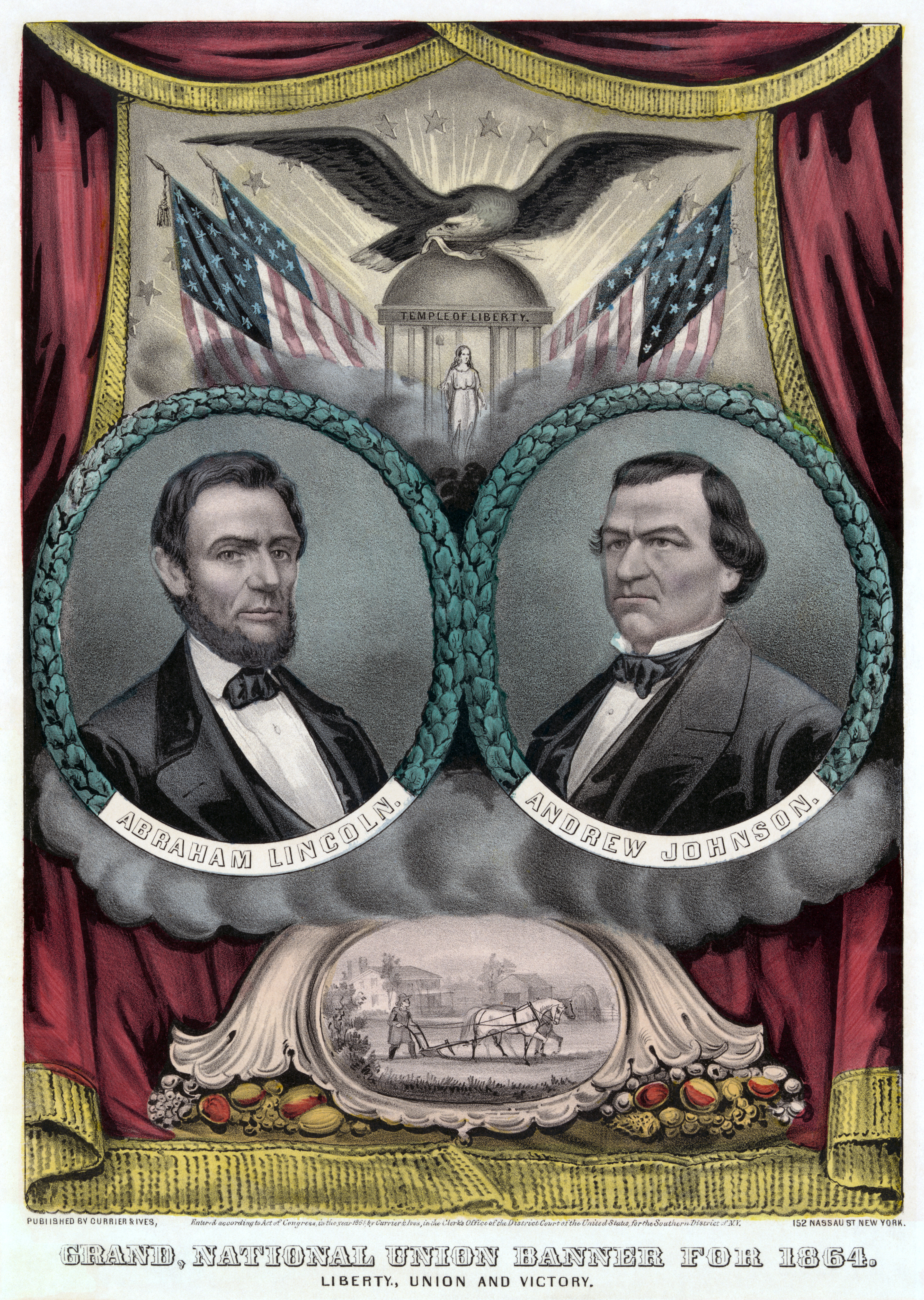
Un sector de los demócratas del Norte se negó a apoyar al candidato de su propio partido en las elecciones de 1864 y prefirió aliarse al Partido Republicano en una candidatura de Unión Nacional. De esa manera el demócrata Andrew Johnson fue elegido vicepresidente, y luego de la muerte de Lincoln, fue nombrado presidente. En la litografía en color un afiche de campaña con Lincoln y Johnson.

La mayoría de los estados esclavistas del sur se separaron de Estados Unidos antes de que Lincoln tomara posesión de la Presidencia (asumió el poder el 4 de marzo de 1861); pero la Independencia de estos estados (autodenominados Estados Confederados de América) no fue reconocida por Lincoln y su Gobierno, por inconstitucional y delictiva. Así estalló la Guerra Civil o guerra de Secesión.
Durante la Guerra, la parte sureña del Partido Demócrata, que había impulsado la rebelión separatista, quedó prácticamente fuera de la ley; mientras que la parte norteña (y de los estados sureños que no se habían unido a la rebelión) continuaba siendo legal, pero perdía influencia que ganaba el Partido Republicano. Los republicanos lograron hacer realidad todo su programa: decretaron la libertad de los esclavos negros y la abolición perpetua de la institución esclavista, implantaron su política proteccionista y aumentaron el gasto del Estado en proyectos que trajeron mejoras federales. Además, subieron los impuestos federales (creando por primera vez algo parecido a lo que sería más tarde el impuesto sobre la renta).
Lincoln triunfó en la guerra y salvó al país de la división; pero fue asesinado el 15 de abril de 1865, poco después de haber iniciado su segundo período de gobierno (había sido reelecto en 1864 con una amplia ventaja sobre su único rival, el candidato del Partido Demócrata del Norte).

### La Etapa del Predominio (1865-1933)

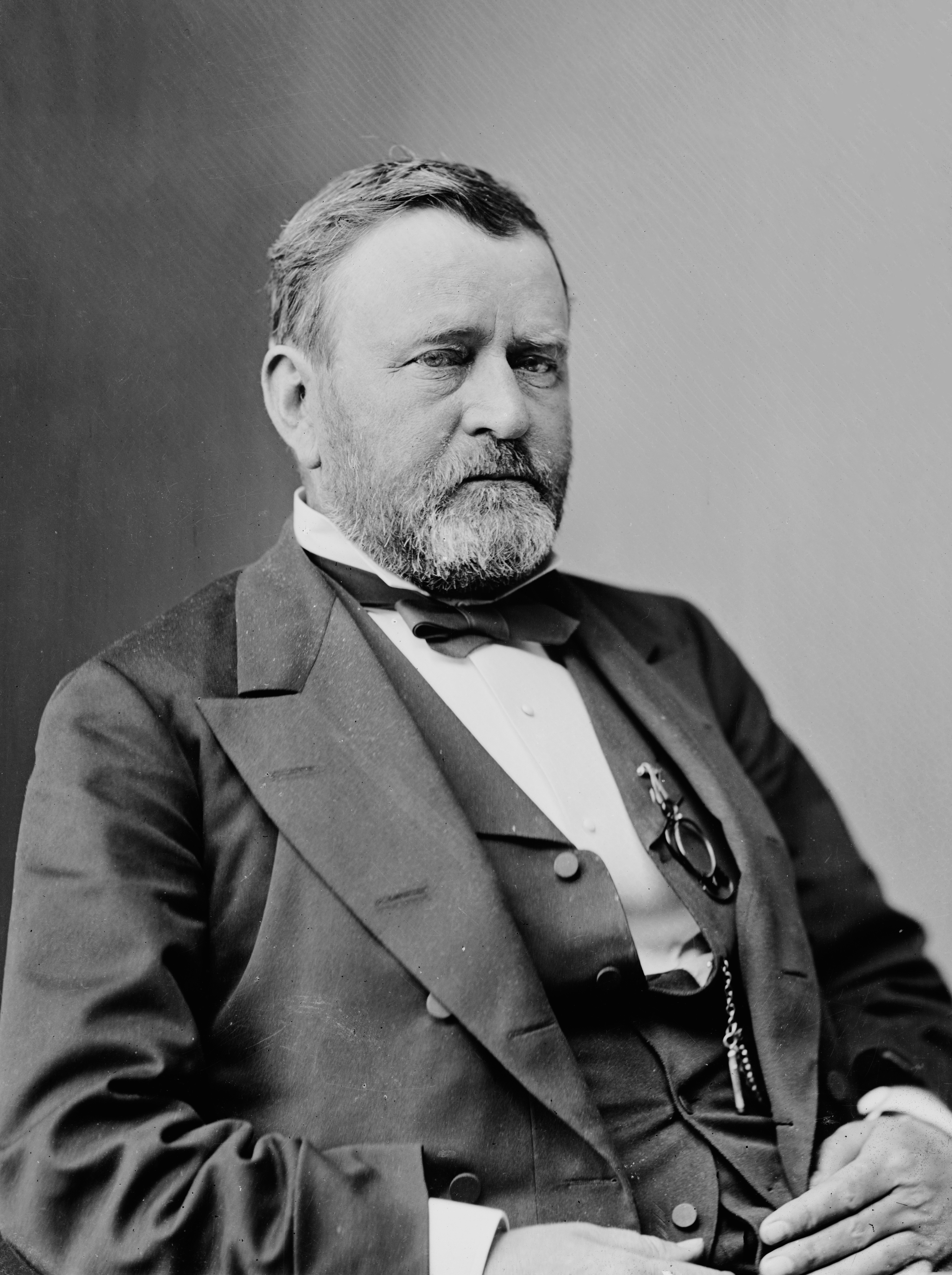
Ulysses S. Grant (1869-1877) primer presidente republicano después de Lincoln y de la Guerra Civil, inició una larga etapa de predominio republicano.

Terminada la Guerra Civil, comenzaba la parte más difícil del proceso histórico conocido como la Reconstrucción, que ayudó a consolidar el dominio de los republicanos.
El segundo Vicepresidente de Lincoln, Andrew Johnson, no era republicano sino un demócrata de Tennessee. Muy pronto Johnson entró en conflicto con los republicanos radicales (el sector mayoritario del Partido Republicano) que deseaban castigar a los estados del sur por su pasada rebeldía, y que además querían imponer sus reformas radicales en relación con los antiguos esclavos.

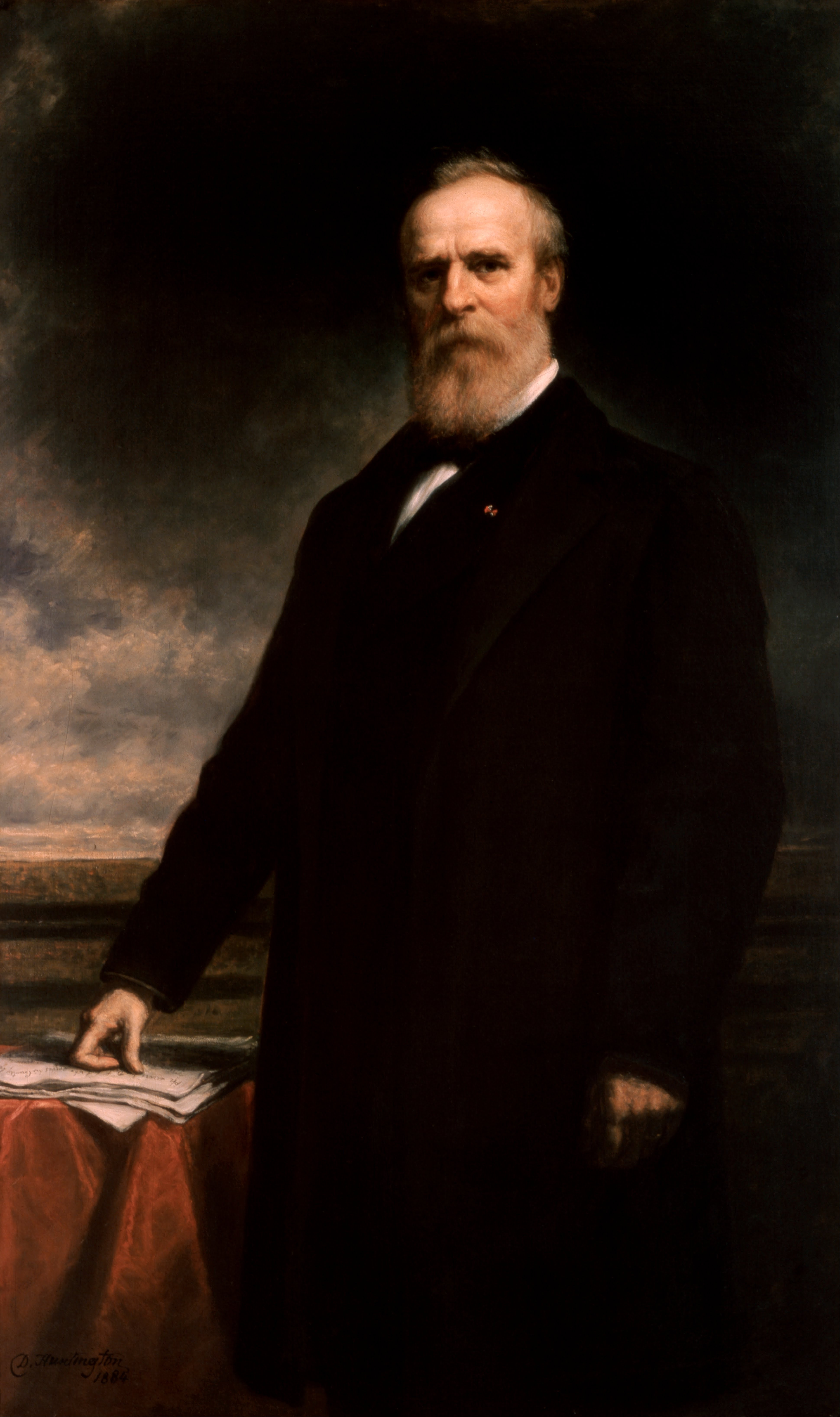
El republicano Rutherford B. Hayes (1877-1881) ordenó la retirada de las tropas federales del Sur, poniendo fin a la Reconstrucción. Intentaba la reconciliación con los sureños, pero la medida causó la desaparición en la práctica del Partido Republicano en el Sur.

Los estados sureños no querían otorgarle la plena ciudadanía a los negros que habían sido esclavos y Johnson no deseaba obligarlos; el Congreso de los Estados Unidos, dominado por los republicanos radicales, pasó por encima de la autoridad del Presidente y usó al Ejército para imponer Gobiernos provisionales en los estados exrebeldes. Además aprobó las Decimotercera, Decimocuarta y Decimoquinta Enmiendas a la Constitución de los Estados Unidos para garantizar la igualdad entre blancos y negros (incluyendo el derecho al voto para los negros); y por la fuerza obligó a los estados sureños a ratificarlas. Johnson vetaba las medidas, pero el Congreso rechazaba sus vetos y hasta intentó destituirlo.
Gracias a las reformas, y a la prohibición impuesta a los blancos del Sur para que no pudieran votar hasta que no fuera perdonada su pasada rebeldía y aceptaran los cambios legales; los republicanos ganaron el control de los estados sureños con los votos de los negros, y eso sumado a su mayoría en los estados del norte les garantizo el control del poder (casi como un partido único). Esta situación duró unos cuantos años.
Cuando la ocupación militar del Sur terminó, y los blancos sureños recuperaron su derecho al voto (y los negros lo perdieron en la práctica, porque los demócratas blancos del Sur los agredían para que no votaran); el Partido Republicano casi desapareció en el Sur, pero conservaron la mayoría en el Norte y el Oeste. Pero como la población crecía más en estas dos regiones que en el Sur, el partido se mantuvo en el poder.
Desde 1869 hasta 1933 todos los Presidentes de Estados Unidos fueron republicanos, con sólo dos excepciones: los demócratas Grover Cleveland que gobernó de 1885 a 1889 y de 1893 a 1897, y Woodrow Wilson que gobernó entre 1913 y 1921. Es decir, que restando los 16 años que gobernaron estos dos demócratas, fueron 48 años de gobierno republicano (y un control mayor y casi ininterrumpido del Congreso).

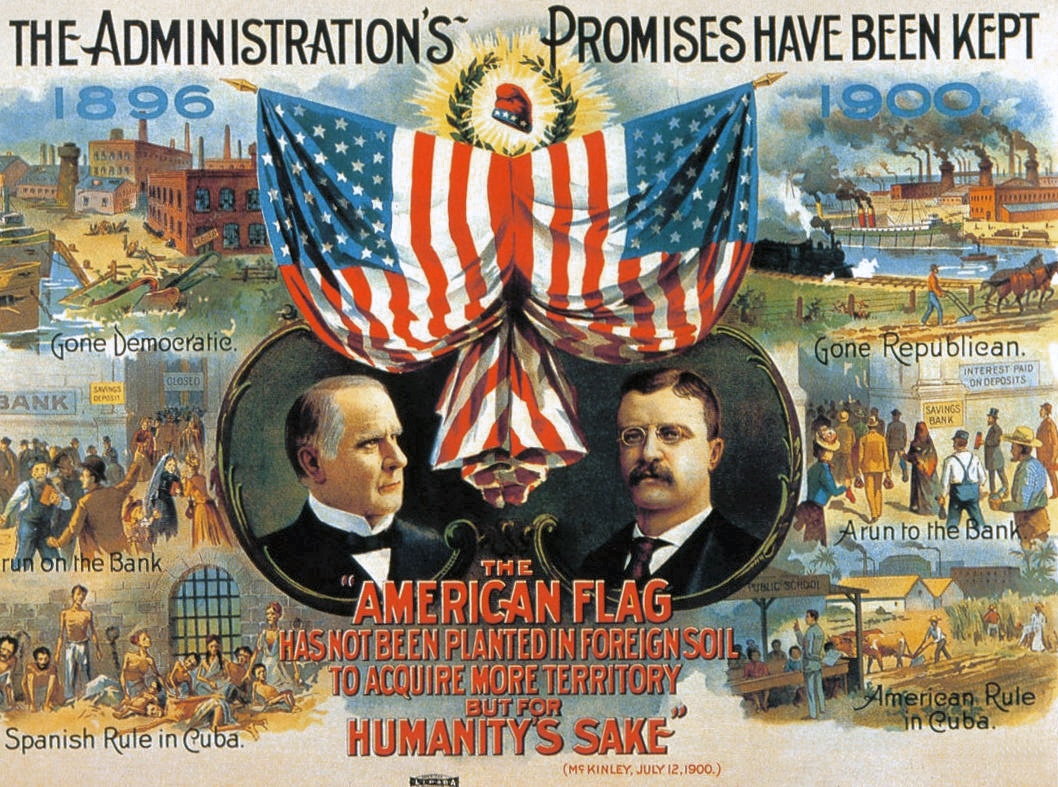
Afiche de la campaña electoral republicana de 1900 con William McKinley como candidato a Presidente y Theodore Roosevelt como candidato a Vicepresidente.

Durante esta etapa de hegemonía casi absoluta del Partido Republicano, el país vivió una gran expansión económica. Los altos aranceles (en el marco de la política proteccionista republicana) permitieron desarrollarse a la industria estadounidense sin competencia extranjera; aunque el enorme tamaño del mercado interno era casi igual al tamaño del mercado formado por el resto del mundo de aquella época. El Estado intervenía poco en la economía, los impuestos eran bastante bajos, las regulaciones casi inexistentes, y no existía un gran número de empresas en manos del Estado. A comienzos del siglo XX varios políticos (entre ellos el presidente republicano Theodore Roosevelt) lucharon para reducir el poder de las grandes empresas privadas convertidas en monopolios y oligopolios, y las obligaron a renunciar a su posición dominante en favor de la libre competencia.
Pero en la segunda década del siglo XX, a causa de la llamada Gran Depresión, el país se hundió en la peor crisis económica y social de su historia (rayando en una tragedia humana). Las masas hambrientas llevaron al poder al candidato demócrata a la Presidencia Franklin Delano Roosevelt, en las elecciones de 1932, y con ello llegó a su fin la etapa de hegemonía republicana.

### La larga travesía por el desierto (1933-1953)

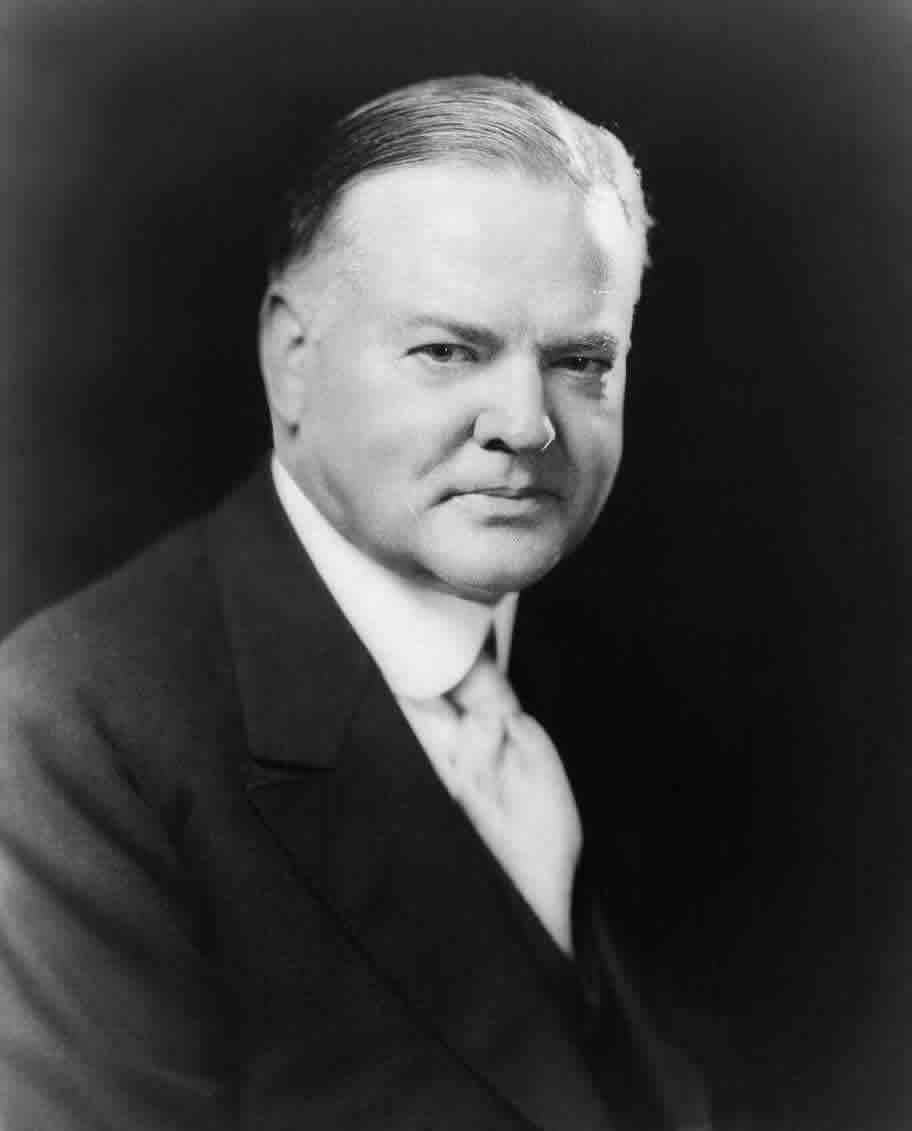
El presidente republicano Herbert Hoover (1929-1933) tuvo que cargar con parte de la culpa de la desastrosa Gran Depresión y su derrota electoral dio inicio a una larga ausencia en el poder del Partido Republicano.

Desde 1933 hasta 1953 los republicanos tuvieron que permanecer en la oposición; fueron veinte años en los que perdieron cinco elecciones presidenciales consecutivas (cuatro ganadas por Roosevelt y una por Harry Truman), y en al menos una ocasión (1937) quedaron reducidos a una minoría insignificante en el Congreso.
Durante este tiempo los demócratas introdujeron importantes reformas sociales (pensión de jubilación, salario mínimo, etc.) que les hicieron consagrarse dentro de la socialdemocracia y ganarse el espacio de la izquierda política en Estados Unidos, dejando a los republicanos en la derecha política, cuando en el pasado había sido (más o menos) al revés. Durante este periodo, la popularidad demócrata se incrementó entre las minorías y la clase trabajadora. Finalmente en 1953 los republicanos volvieron al poder con Dwight Eisenhower.

### En la estela de los demócratas (1953-1981)
Al volver al poder en 1953, los republicanos no eliminaron las reformas introducidas por los demócratas en su largo reinado; y lo que hicieron fue continuar las políticas sociales demócratas, pero de forma más moderada.

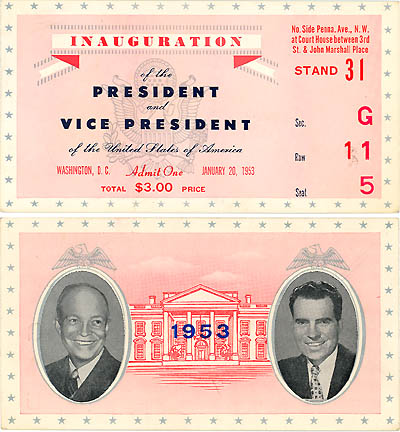
Boleto para la fiesta de inauguración de la presidencia de Dwight Eisenhower con su imagen y la de su vicepresidente Richard Nixon en 1953. Con ellos volvía al poder el partido después de su larga ausencia del poder.

En la década de los 60, con los demócratas de nuevo en el poder, se intensificó la intervención del Estado en la economía y se aumentó el gasto público en programas sociales. Los republicanos se plegaban a las políticas demócratas y no ofrecían cambios sustanciales.

Los resultados de las elecciones presidenciales de 1964 en las que los republicanos ganaron el antaño «Sólido Sur» demócrata por vez primera.

El cambio que sufrió el Partido Demócrata, que pasó de ser refugio de los racistas del Sur y enemigo de los derechos de los negros, a ser defensor de la igualdad entre blancos y negros y protector de los derechos de estos últimos, causó un cambio en el Partido Republicano. Algunos blancos del Sur empezaron a abandonar al Partido Demócrata y a mudarse al Republicano; el centro geográfico de los republicanos pasó del Noreste del país al Sur, mientras los demócratas ganaban el Noreste. Pero también provocó que la población negra le diera la espalda a los republicanos (a quienes apoyaban por haberlos liberado de la esclavitud); y se cambiaran mayoritariamente a los demócratas. Las elecciones presidenciales de 1964 fueron decisivas en ese sentido, pues fue la primera ocasión que el Sur votó mayoritariamente a los republicanos, lo que no ha dejado de hacer desde entonces. Se había producido un vuelco político histórico: el Sur, antaño feudo demócrata, se había convertido en un fiel bastión del partido de Lincoln. También fue en estas históricas elecciones de 1964 cuando el partido presentó como su candidato a la Casa Blanca a Barry Goldwater. A pesar de obtener un muy mal resultado, Goldwater influyó notablemente en la evolución ideológica que los republicanos harían en las décadas siguientes hacia posiciones mucho más liberales en lo económico y conservadoras en lo social. Así, Goldwater empezó el viraje del GOP hacia la derecha que la era Reagan haría irreversible.
El desastroso final del gobierno de Richard Nixon, y el papel gris de Gerald Ford, dejaron al partido debilitado en los años 70; pero entonces el país entró en una grave crisis económica con altos índices de desempleo e inflación bajo el gobierno del demócrata Jimmy Carter. La situación era el resultado de la crisis petrolera de esos años. Era el momento de un cambio radical.

### La Revolución Conservadora y el nuevo Partido Republicano

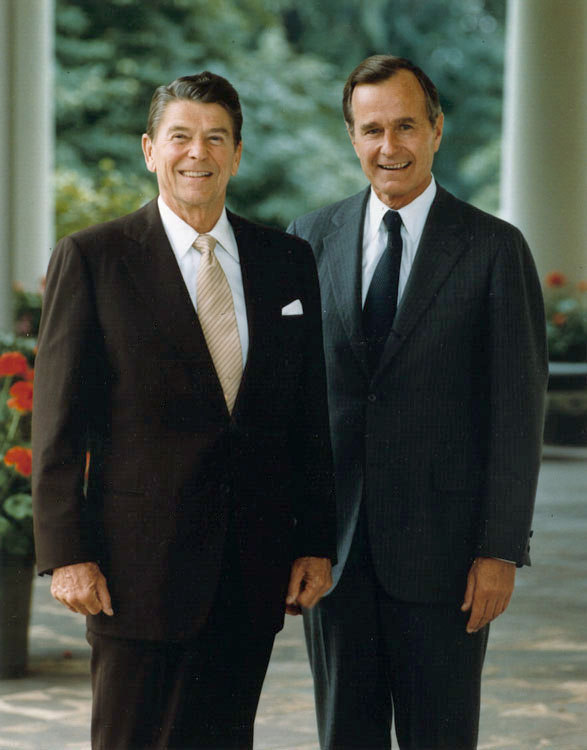
El presidente Ronald Reagan (1981-1989) en compañía de su vicepresidente (y futuro presidente) George H. W. Bush (1989-1993). Reagan refundó el Partido Republicano hacia sus bases ideológicas actuales.

Cuando Ronald Reagan ganó la Presidencia en las elecciones de 1980, comenzó una nueva etapa para el Partido Republicano.

Durante el gobierno de Reagan (1981-1989) el Partido Republicano dio un giro a la política interna de Estados Unidos. Los republicanos hicieron grandes reducciones a los impuestos para intentar estimular el ahorro, esto activó la inversión y con ello se generó un crecimiento económico, que significó más empleo y mayores ingresos, aunque la tasa de crecimiento fue menor que durante la etapa anterior de 1950-1973 debido las más recurrentes crisis económicas y financieras que empezaron a suceder. No obstante, aunque Estados Unidos creció económicamente durante la era Reagan, algunos economistas asocian este crecimiento a la época alcista dentro del ciclo económico de la economía estadounidense. Además se implementó una reducción del gasto público y de la burocracia del Gobierno, junto con reducir o eliminar los programas sociales para seguir reduciendo el gasto público, y en algunas ocasiones serían motivos de descontento por parte de algunos ciudadanos. Este giro a la derecha, sofocaría al ala más liberal del partido, reemplazándola por un auge de los sectores más nuevo liberales, integristas religiosos, y libertarios en el seno del partido y de la derecha estadounidense.

Mapa que ilustra la marea electoral republicana en las elecciones presidenciales de 1984; los estados en rojo votaron por los republicanos y los estados en azul, a demócratas. La aplastante victoria republicana fue atribuida a la gran labor de comunicación de Reagan y de su gobierno.

Los republicanos propugnaban un regreso al espíritu individualista de los pioneros estadounidenses. Defendían a la economía de libre mercado frente a una intervención del Estado, que según ellos, frenaba el crecimiento económico, la creación de nuevas empresas y por ende la creación de empleo. Su doctrina va en contra de lo conocido como estado del bienestar y de la economía Keynesiana. Según la postura republicana, este modelo era ineficiente, con planes económicos costosos y con altos impuestos.
Esta etapa, denominada «revolución conservadora» coexistió con un cierto despegue económico (que también se dio en Europa), pero para los críticos las desigualdades sociales se vieron acentuadas, lo que en su opinión dejó fuera del avance económico a las clases menos pudientes. Por su lado los defensores de esa política económica conservadora, destacan indicadores económicos positivos como el incremento del ahorro, la mayor libertad de gestión y la creación de 20 millones de nuevos empleos durante la administración de Reagan. Aunque, los críticos, suelen achacar esa disminución del desempleo a que Estados Unidos (en teoría) había llegado al máximo histórico de desempleo, por tanto el empleo tendería a crecer.
Después de la Era Reagan, el Partido Republicano continúa albergando una gran facción política favorable al libre mercado y a políticas liberales, aunque existe una facción importante del partido que apoya el proteccionismo económico.

## Estructura

### Comité Nacional
El Comité Nacional Republicano (RNC, por sus siglas en inglés) es responsable de promover las actividades de campaña republicanas. Si bien el RNC es responsable de supervisar el proceso de redacción de la Plataforma Republicana, el RNC se centra más en la estrategia de campaña y organizativa que en las políticas públicas. En las elecciones presidenciales, supervisa la Convención Nacional Republicana. La convención nacional está sujeta a la carta del partido y es la máxima autoridad dentro del Partido Republicano cuando está en sesión, y el RNC dirige la organización del partido en otros momentos. Desde 2024, el RNC está presidido por Michael Whatley.

### Partidos estatales
Cada estado también tiene su propio partido republicano dirigido por un comité estatal, compuesto por miembros electos del comité, así como por miembros ex officio del comité (generalmente funcionarios electos y representantes de los principales distritos electorales), que a su vez elige a un presidente. Los comités de condado, pueblo, ciudad y barrio generalmente están compuestos por individuos elegidos a nivel local. Los comités estatales y locales a menudo coordinan actividades de campaña dentro de su jurisdicción, supervisan las convenciones locales y, en algunos casos, las primarias o asambleas partidarias, y pueden tener un papel en la nominación de candidatos para cargos electivos según la ley estatal.
Además, los comités de partidos a nivel estatal operan en los territorios de Samoa Americana, Guam y las Islas Vírgenes, las mancomunidades de las Islas Marianas del Norte y Puerto Rico, así como en el Distrito de Columbia. Todos, excepto Puerto Rico, participan activamente en la nominación de candidatos tanto para las contiendas presidenciales como territoriales, mientras que el Partido Republicano de Puerto Rico está organizado solo para nominar candidatos presidenciales. El comité de Republicans Overseas está organizado por votantes estadounidenses que residen fuera del territorio de los EE. UU. para nominar candidatos presidenciales. A todos estos comités de partidos se les otorga reconocimiento como partidos estatales y se les permite elegir tanto a los miembros del Comité Nacional como a los delegados a la Convención Nacional.

### Comités y grupos del partido
El Comité Nacional Republicano del Congreso (NRCC, por sus siglas en inglés) ayuda a los candidatos del partido en las carreras de la Cámara de Representantes. De manera similar, el Comité Senatorial Nacional Republicano (NRSC, por sus siglas en inglés) recauda fondos para las carreras del Senado. La Asociación de Gobernadores Republicanos (RGA, por sus siglas en inglés) es una organización que apoya las candidaturas de los candidatos y titulares a gobernador republicanos. 
El RNC patrocina a High School Republican National Federation, una organización de extensión estudiantil cuyo objetivo es capacitar y comprometer a una nueva generación de activistas republicanos. Republican Overseas es la organización para estadounidenses que viven fuera de los Estados Unidos. Trabajan para promover los objetivos del partido y alentar a los estadounidenses que viven en el extranjero a apoyar a los republicanos. Young Republicans (YRNF) y Teen Age Republicans (TAR) son organizaciones dirigidas por adultos jóvenes y jóvenes, respectivamente, que intentan atraer y movilizar a los jóvenes para los candidatos republicanos, pero operan fuera del RNC.

## Ideología y tendencias internas del Partido Republicano
El partido Republicano es el más conservador de los dos grandes partidos del país. Ideológicamente hablando, se podría catalogar de «conservador laico» para distinguirlo de los partidos democratacristianos que encarnan a la derecha en otras naciones occidentales. El partido está afiliado a la Unión Internacional Demócrata (International Democrat Union, IDU) a la que pertenecen otros partidos conservadores democráticos como el Partido Conservador, Los Republicanos o la Unión Demócrata Cristiana.
En términos económicos, el Partido Republicano se encuentra dividido entre una facción que aboga por la promoción del libre mercado y otra con inclinaciones más proteccionistas. Por ejemplo, el «Trumpismo», que se caracteriza en gran medida por su proteccionismo económico y conservadurismo social, inicialmente encontró resistencia entre los republicanos más moderados o aquellos que defienden el libre comercio. Sin embargo, con el tiempo, el partido terminó adoptando casi en su totalidad los principios de Trump.
En Estados Unidos hay pocas empresas públicas o del Estado. El Gobierno Federal (Nacional) solo posee una empresa generadora de energía eléctrica (la Autoridad del Valle del Tennessee), participación accionaria dominante en una empresa de ferrocarriles (Amtrak), y el correo público (Servicio Postal de los Estados Unidos); pero las tres deben competir con empresas privadas. Pero los republicanos quieren reducir aún más el Estado privatizando otras áreas. Como ejemplo, muchos republicanos quieren privatizar parcialmente el sistema de pensiones de la Seguridad Social; haciendo que los trabajadores jóvenes destinen una parte de su aportación obligatoria al Seguro Social a fondos de pensiones administrados por empresas privadas que los invertirían en la Bolsa de Valores. El Partido Republicano siempre apuesta por soluciones de mercado a los problemas nacionales, de ahí las fuertes críticas recibidas cuando apostó por el rescate de grandes empresas y bancos tras la quiebra de Lehman Brothers.
Desde su fundación hasta bien entrado el siglo xx el Partido Republicano era visto como un partido «progresista»; ya que nació para luchar por una causa muy progresista (la abolición de la esclavitud de los negros) y porque su rival (el Partido Demócrata) era visto como «conservador» en aquel entonces. Aunque ya para aquella época destacaba su defensa de la empresa privada, su rechazo a la injerencia del Estado en la economía y su frontal oposición a socialistas y comunistas.
A medida que el Partido Demócrata se alejaba del conservadurismo y se ubicaba más a la centro-izquierda; el Partido Republicano pasó a ser la fuerza conservadora de Estados Unidos.
Pero es necesario acotar dos puntos: el primero es que debido a la gran libertad de consciencia y la poca disciplina partidista que existe en los partidos estadounidenses los mismos son muy heterogéneos, y dentro de cada uno de ellos conviven personas y grupos con grandes diferencias doctrinales en relación con temas relevantes. Aunque el Partido Republicano es un poco menos heterogéneo que su rival demócrata; no escapa de la existencia de grupos o tendencias internas que tienen visiones diferentes de la filosofía y principios del partido y el segundo es que la escala ideológica en cada país es diferente. En los Estados Unidos las tendencias socialiberalistas se consideran de izquierda cuando en Europa o en Latinoamérica estos estarían clasificados entre el centro y la centro derecha liberal en temas sociales y económicos.
En la mayor parte del siglo xx se hablaba de tres grandes tendencias en el Partido Republicano: liberales, conservadores y moderados.
Los republicanos liberales (la denominación liberal en Estados Unidos se interpreta como izquierdista, a diferencia de Europa donde se asocia con la centroderecha) eran el ala del partido más próxima a las ideas que suelen asociarse con los demócratas (de hecho estos republicanos piensan y actúan casi como demócratas). A diferencia de la mayoría de sus compañeros de partido, son menos favorables a reducir los impuestos; están más dispuestos a aumentar el gasto público (sobre todo en programas sociales); son partidarios de un Estado más grande del que están dispuestos a tolerar los otros republicanos; y son más tolerantes en temas sociales (aborto, homosexualidad, etc.)
En el siglo xx el republicano liberal más famoso fue Nelson A. Rockefeller, que lideraba a esta tendencia del partido (por lo que los liberales eran llamados los «republicanos de Rockfeller»). Durante su mandato como gobernador del estado de Nueva York aumentó el gasto público del Gobierno, destinando más fondos a la política social y obras públicas.
Los liberales lucharon por el control del partido en los años 1960 y 1970, pero cuando los conservadores tomaron el control al mando de Ronald Reagan en los 80; los liberales quedaron aislados y fueron perdiendo presencia hasta quedar reducidos a una minoría insignificante y marginada.
Los republicanos conservadores son el ala más radical del partido; son los más derechistas y por tanto, los más duros críticos de los demócratas. En la mayoría de temas adoptan posiciones absolutas, especialmente en los temas sociales o de moral. Así, defienden la pena de muerte. Enemigos acérrimos del «Gobierno Grande», quieren reducir drásticamente el tamaño del Estado; lo que se traduce especialmente en reducciones del gasto público.
Por su parte los republicanos moderados pretendían estar entre liberales y conservadores representando el Centro político del partido; pueden actuar como liberales en algunos temas, y como conservadores en otros.
Sin embargo, en los últimos años esta clasificación ha quedado obsoleta y se habla de un mayor número de tendencias. A grandes rasgos éstas tendencias son:
Derecha religiosa o derecha cristiana (Teoconservadores): desde los años 1980 ha cobrado fuerza en el partido este gran movimiento formado por activistas fundamentalistas de diversas iglesias cristianas (principalmente evangélicas). Basan su política en sus conceptos de religión. Se oponen radicalmente al aborto, los matrimonios homosexuales, el libertinaje sexual, etc. Varios pastores cristianos evangélicos se han convertido en dirigentes republicanos; y los feligreses representan una gran parte del electorado del partido. Sus críticos los acusan de ser fanáticos religiosos y de ser una amenaza para la libertad individual y para el principio de la separación entre la Iglesia y el Estado. Los teoconservadores republicanos operan por medio de una organización política llamada National Federation of Republican Assemblies (Federación Nacional de Asambleas Republicanas) que ofrece su apoyo a los republicanos comprometidos con su visión moral y denuncia a aquellos que por moderados o liberales se alejan de ella.
Conservadores sociales: son personas de mente conservadora en temas sociales, y por eso tienen posiciones parecidas a las de los derechistas cristianos en asuntos como el aborto, el sexo, etc.; pero con la diferencia de que no son necesariamente militantes religiosos como los anteriores y por tanto no necesariamente trabajan bajo la dirección de sus iglesias. Son gente mayormente de clase media que también desean un regreso a los valores morales de antaño (los «valores familiares»), pero sin exagerar en la mezcla de religión con política (son un poco más seculares); y simpatizan con la política económica republicana. Sin embargo, algunos observadores prefieren no hacer distinciones entre esta tendencia y la de los derechistas religiosos refiriéndose también a aquellos como conservadores sociales.
Conservadores fiscales: su principal razón para ser republicanos es su apoyo a la política económica tradicional del partido; el conservadurismo fiscal (llamado liberalismo económico en otros países). Menos gasto público, menos regulaciones y menos impuestos es su objetivo; defienden con pasión el libre mercado y desean un Estado más pequeño y menos intervencionista. También defienden el equilibrio fiscal, y por lo tanto, la reducción o eliminación del déficit fiscal. Promueven el pago de la deuda nacional, la privatización del Seguro Social mediante cuentas individuales y el libre comercio internacional. No están tan interesados en el tema de la moral como los anteriores. Los republicanos conservadores fiscales tienen una poderosa organización política llamada Club for Growth (Club para el Crecimiento); una organización que se dedica a apoyar en las elecciones internas del partido (entre otras cosas recaudando fondos para ellos) a los aspirantes más comprometidos con sus políticas económicas, mientras que al mismo tiempo la organización ataca y denuncia a aquellos republicanos que ellos consideran que se alejan del conservadurismo fiscal al no recortar lo suficiente los impuestos y al apoyar un gasto público muy alto.
Republicanos de nombre solamente (RINO por sus siglas en inglés): es el término despectivo con el que los conservadores llaman a los que anteriormente se conocían como «republicanos liberales». Sin embargo, también muchos conservadores usan este término para referirse a los republicanos moderados, ya que para ellos no existe diferencia entre los unos y los otros; y de esta manera descalifican también a los moderados.
Moderados: de los que ya hablamos, intentan representar la moderación entre los extremos del partido. Los republicanos moderados se organizan en grandes grupos de presión, pensamiento y cabildeo; esos grupos son: el Republican Main Street Partnership (Alianza Republicana de la Calle Main) y el Republican Leadership Council (Consejo del Liderazgo Republicano). También hay grupos republicanos pro-abortistas y ambientalistas que son considerados aliados naturales de los grupos republicanos moderados y liberales.
Neoconservadores: o «nuevos conservadores», son defensores de un mayor gasto social y de una política exterior agresiva e intervencionista. Están más dispuestos a gastar dinero del Estado en grandes proyectos y programas dirigidos a crear una sociedad más conservadora en temas sociales (como programas para los pobres financiados por el Gobierno, pero administrados por instituciones religiosas); pero sin renunciar a las reducciones de impuestos (lo que puede traer desequilibrios fiscales). Chocan con los conservadores fiscales o tradicionales que se oponen al mayor gasto. En política exterior creen fervientemente en el papel de «pueblo elegido» de Estados Unidos y que por lo tanto este país debe extender la democracia por el mundo; están convencidos de que sólo una política exterior agresiva puede proteger a la nación de sus numerosos enemigos extranjeros, y para ello Estados Unidos debe usar su fuerza en cualquier parte del mundo, de forma unilateral sí es necesario. Piensan que el país debe ejercer de forma activa su papel de única superpotencia en un mundo unipolar sin sacrificar los intereses nacionales por la búsqueda de consensos internacionales.
Libertarios (también conocidos como los republicanos libertarios): son un grupo ideológico minoritario dentro del partido; su razón para ser republicanos es que apoyan el libre mercado, el libre comercio y el conservadurismo fiscal. En política exterior, son aislacionistas y suelen ser menos religiosos que los teoconservadores. En comparación con otras facciones republicanas, los republicanos libertarios tienen relativamente poca lealtad al partido.
Paleoconservadores: son un grupo minoritario que sigue defendiendo la política comercial proteccionista (a pesar de que el partido abandonó ésta política desde, al menos, las últimas décadas del siglo XX). El paleoconservadurismo está en desacuerdo con el libre comercio que defiende la mayoría del partido. También son fuertes opositores de la política exterior porque son aislacionistas (partidarios de que el país se aísle de los problemas del resto del mundo). Rechazan la inmigración ilegal y la acción afirmativa a favor de las minorías étnicas. Algunos de ellos están a favor del Estado de Palestina.
Trumpistas: Son un grupo que apoyan los postulados ideológicos de Donald Trump. Son una facción bastante importante y tienen una ideología muy similar al paleoconservadurismo. Económicamente hablando son proteccionistas. En política exterior son aislacionistas. Debido a todo esto, algunos medios y personas no distinguen entre el trumpismo y el paleoconservadurismo. El trumpismo ha expresado varias veces estar a favor del Estado de Israel.
Republicanos Gays y Lesbianas (Log Cabin Republicans, nombre de su organización): a pesar de que la mayoría del partido se opone a aceptar el matrimonio entre homosexuales; muchos gays y lesbianas pertenecen al Partido Republicano y han articulado un movimiento para cambiar al partido desde adentro. Pero no han tenido mucha suerte en imponer sus objetivos, aunque los dirigentes republicanos los respetan.
Es necesario acotar que las líneas que separan a estos grupos o facciones a veces no son tan claras; y existen republicanos que tienen características que los hacen pertenecer a más de una de dichas tendencias. Por poner un ejemplo, el Ex secretario de Estado Colin Powell se definía a sí mismo como «un conservador en temas fiscales (conservador fiscal) y un moderado en temas sociales y políticos»; aunque sus críticos dentro del partido lo califican de RINO (liberal). Otro caso es el del senador John McCain, que es considerado muy conservador; pero cuyos puntos de vista en algunos temas lo hacen lucir a veces como un moderado.
También el factor geopolítico juega un papel destacado en relación con estas tendencias ideológicas internas. Así los políticos republicanos de los estados conservadores (aquellos donde la gran mayoría de la opinión pública es claramente conservadora ideológicamente hablando) tienden a ser más conservadores y menos moderados para atraer a los votantes. En cambio, en aquellos estados que tienen fama de progresistas (donde la mayoría de la opinión pública se inclina a la centroizquierda) los políticos republicanos tienden a ser más moderados para no perder votos frente a los demócratas. En otras palabras, en aquellos estados que por ser conservadores son sus feudos naturales los republicanos suelen ser más conservadores mientras en los estados que por progresistas son los feudos de sus rivales demócratas los republicanos se ven forzados a ser más moderados; todo por razones de conveniencia electoral. De tal manera que, por poner un ejemplo, en el Partido Republicano de Texas predominan los conservadores sobre los moderados mientras en el Partido Republicano de Nueva York es a la inversa. Al Partido Demócrata le afecta el mismo factor, pero a la inversa en cuanto a la polaridad conservador-progresista.

### Política exterior
El presidente Donald Trump ha intensificado sus políticas antichina desde su última campaña, abogando principalmente por la separación de las economías de Estados Unidos y China.
Es ampliamente reconocido que durante la presidencia de Donald Trump, se intensificó considerablemente la guerra comercial entre China y Estados Unidos. Esta intensificación refleja la postura general del Partido Republicano, que se muestra decididamente crítico hacia China, una perspectiva que comparte con el Partido Demócrata. No obstante, es importante señalar que el discurso antichina ha sido particularmente prominente dentro del Partido Republicano.
Otro tema en que se diferencian profundamente de los demócratas es en el de Medio Oriente, el Partido Republicano está casi enteramente unificado en torno a su apoyo a Israel; el 75 % de los republicanos afirman sentir simpatía y respaldo por Israel, a diferencia de los demócratas donde la mayoría (si bien por un margen más estrecho de 40 sobre 33 %) dice sentir mayor simpatía y respaldo hacia Palestina. Solo un 6 % de los republicanos afirma simpatizar con los palestinos o darles su apoyo en el conflicto, con el restante porcentaje dividido entre quienes afirman no apoyar a ninguno o apoyar a ambos por igual.
Aunque actualmente el Partido Republicano respalda a Israel, históricamente el apoyo a Israel ha sido asociado con la izquierda política estadounidense. Por lo tanto, en el pasado, el Partido Republicano mostraba un apoyo ligeramente menor a Israel en comparación con los Demócratas.

## Demografía electoral
Según estudios estadísticos los republicanos reciben el respaldo principal de hombres más que de mujeres. En cuanto a estratos socioeconómicos la clase obrera y de bajo ingreso tiende a ser demócrata, mientras los republicanos reciben el apoyo de los sectores de clase alta, de la pequeña, mediana y gran empresa, de los sectores vinculados a la industria y de los militares de carrera o que han ejercido servicio militar. Étnicamente, como se explica mejor más adelante, los republicanos reciben el apoyo mayoritario de la población blanca de origen europeo, ya que el 60 % de los blancos no hispanos son republicanos, mientras que negros (en un 90 %), latinos (alrededor de 70 %) y judíos (alrededor del 70 %) son principalmente demócratas. De este porcentaje se exceptúa a los cubano-estadounidenses que son el único grupo hispano que vota mayoritariamente por los republicanos.
Religiosamente los protestantes blancos en un 67 % (a 2010) y los mormones (73 % a 2010) apoyan abrumadoramente al Partido Republicano, mientras que los protestantes negros, los católicos de todas las etnias y los musulmanes son mayormente demócratas. Solo 27 % de los ateos y agnósticos estadounidenses son republicanos frente al 64 % demócrata.

## Presente y futuro del Partido Republicano

Resultados de las elecciones presidenciales desde 1856 al 2004 (los Estados donde triunfaron los republicanos están en rojo).

La sociedad estadounidense tradicionalmente ha sido muy conservadora, y hasta hace poco se vivía un auge del conservadurismo; esto le daba al Partido Republicano una relativa ventaja sobre su rival, el Partido Demócrata. Pero la posición relativamente ventajosa de los republicanos está perdiéndose por la realidad demográfica de los Estados Unidos.
La mayoría de los republicanos pertenecen al grupo étnico de los blancos no hispanos (Non-Hispanic Whites), una subcategoría reconocida por la Oficina del Censo de los Estados Unidos con fines estadísticos oficiales para identificar a todos los estadounidenses blancos descendientes de europeos que no tienen ascendencia latina o hispana; esta subcategoría constituye junto con la de los blancos hispanos o latinos (las personas de piel blanca que sí son de sangre o ascendencia latina o hispana) la categoría mucho más amplia de los blancos estadounidenses. Más aún, muchos republicanos son de los llamados W.A.S.P. (Blancos Anglo-Sajones y Protestantes, según sus siglas en inglés) el tipo racial y religioso que durante mucho tiempo fue el más poderoso de Estados Unidos. Los blancos no hispanos son todavía la mayoría de la población estadounidense, pero gradualmente van reduciendo su tamaño mientras las minorías étnicas aumentan el suyo.

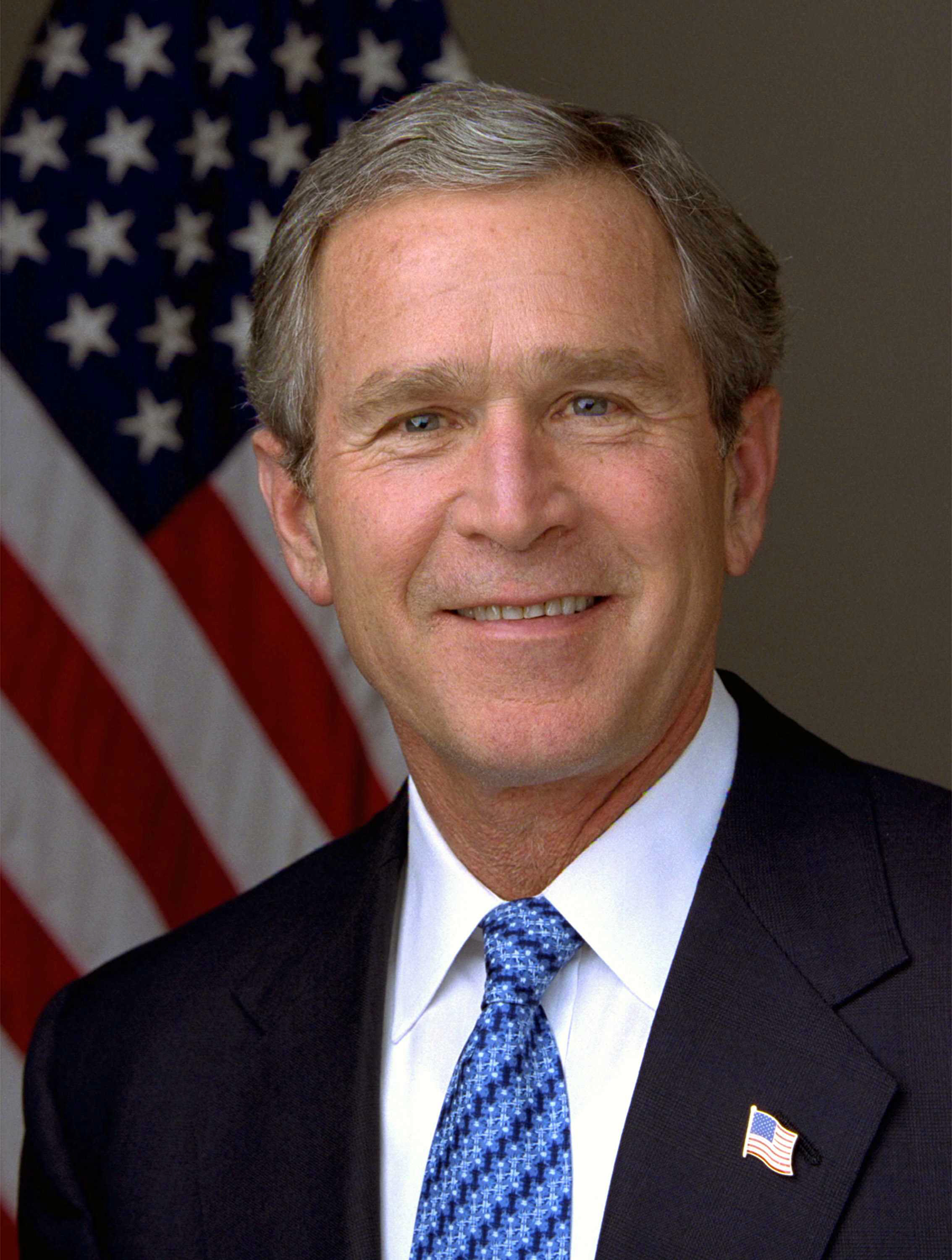
George W. Bush (2001-2009): sus políticas fueron duramente criticadas por amplios sectores de su propio Partido Republicano, especialmente su política económica tan alejada de la disciplina fiscal y del control del gasto público que exige el conservadurismo fiscal, la doctrina económica dominante en el partido. Al final de su mandato la mayoría del partido se había distanciado de él.

Como ya vimos el Partido Republicano contó con las simpatías de los habitantes de raza negra estadounidenses hasta la década de los 60 del siglo XX; pero cuando en esa década los Presidentes demócratas John F. Kennedy y Lyndon B. Johnson lograron imponer una serie de reformas legales que hicieron realidad las normas de la Constitución que garantizaban la igualdad de razas, los blancos del Sur (enemigos de los afroamericanos) se sintieron traicionados por el Partido Demócrata por el que siempre votaban, y muchos de ellos comenzaron a votar por los republicanos. El Sur demócrata se convirtió en el Sur republicano, lo que trajo como consecuencia que el Partido Republicano dejara de defender los derechos de los afroamericanos, y que estos se convirtieran en demócratas.
La minoría negra afroamericana (llamada así, entre otras razones, para diferenciarla de los negros hispanos o latinos en las estadísticas oficiales) es el grupo étnico más comprometido con un solo partido; en todas las elecciones, sobre todo en las presidenciales, más del 90 % vota por los candidatos del Partido Demócrata. Los afroamericanos republicanos existen y son una minoría.
El Presidente George W. Bush en un intento por cambiar esta situación, se rodeó de varios colaboradores negros afroamericanos, como Colin Powell, el primer Secretario de Estado afroamericano de la historia de los Estados Unidos y Condoleezza Rice, la primera mujer afroamericana en ocupar el mismo cargo, quien había sido antes también la primera en ocupar el puesto de Asesora de Seguridad Nacional; Rice fue la consejera más importante durante su presidencia. Pero más allá de los intentos de Bush, el Partido Republicano no ha logrado que dicha minoría se acerque al partido.

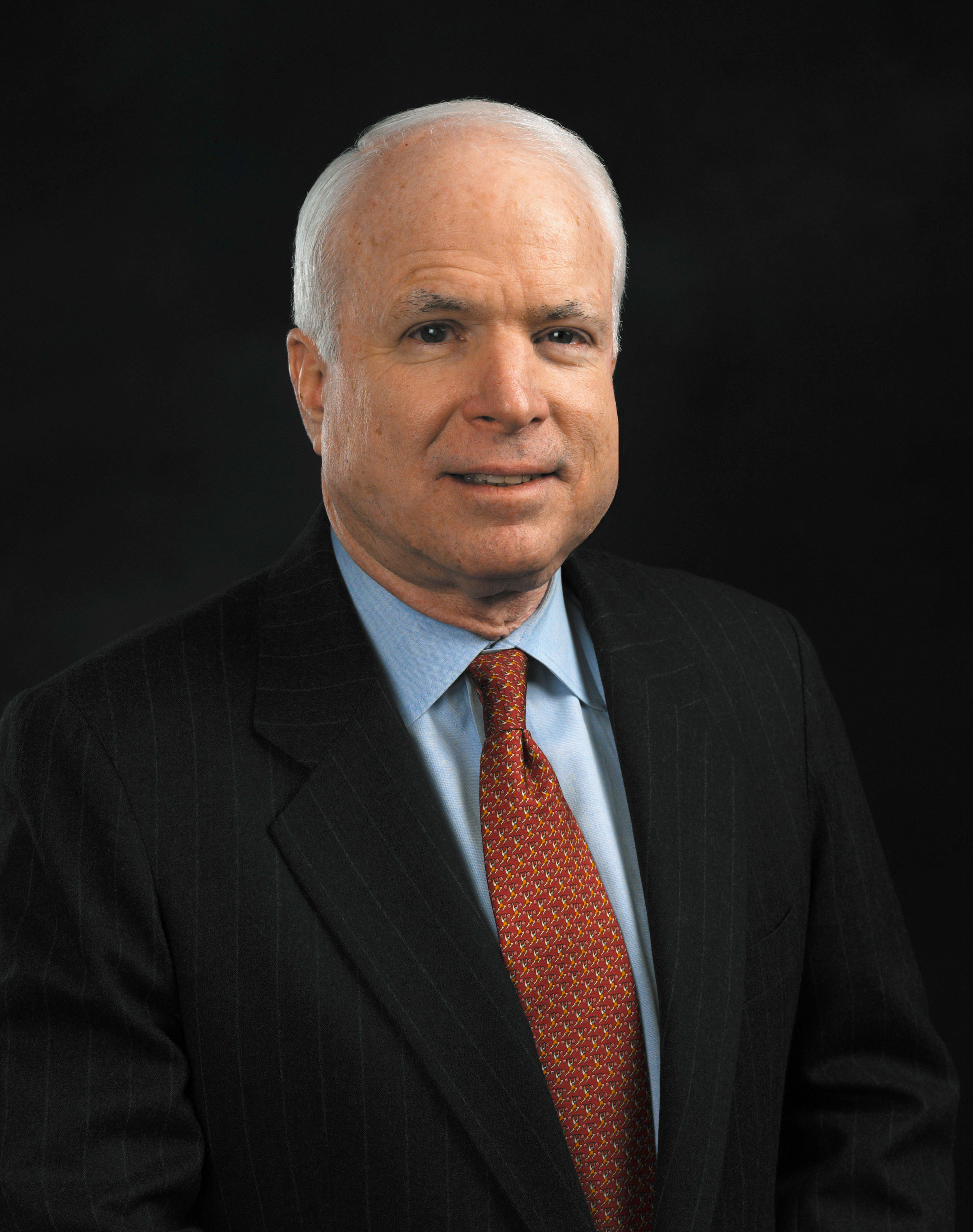
El candidato presidencial John McCain a pesar de sus grandes desacuerdos con George W. Bush, no pudo convencer a los electores de que encarnaba una alternativa distinta y perdió ante Barack Obama. Su derrota dejó al Partido Republicano sumido en la confusión, desorientado y sin un liderazgo claro; lo que desató un amargo debate interno.

Aun así, en 2010 se dio un nuevo paso en el acercamiento del Partido Republicano a los afroamericanos cuando por primera vez desde finales del siglo XIX dos afroamericanos republicanos ganaron en las elecciones escaños a la Cámara de Representantes del Congreso por distritos ubicados en el Sur profundo de Estados Unidos, tradicionalmente la región más racista del país. Fueron ellos Allen West, que ganó en un distrito de Florida, y Tim Scott, que ganó en un distrito de Carolina del Sur; la victoria de este último además es más importante, ya que previamente había derrotado en las elecciones primarias internas del Partido Republicano de su distrito al hijo del antiguo dirigente segregacionista Strom Thurmond. Ellos fueron dos de los treinta y dos candidatos al Congreso afroamericanos que presentó el Partido Republicano en esas elecciones. El 17 de diciembre de 2012 la gobernadora republicana de Carolina del Sur, Nikki Haley (una estadounidense hija de inmigrantes Sijes de la India), nombró a Tim Scott senador por ese estado al Senado de los Estados Unidos para cubrir la vacante dejada por Jim DeMint, que renunció a su escaño para ser presidente de la Fundación Heritage; con su toma de posesión el 2 de enero de 2013 Scott se convirtió en el primer afroamericano en el Senado estadounidense desde que Roland Burris (sucesor de Barack Obama como senador) terminó su mandato en 2010, y un hito al ser un afroamericano republicano. Pero al mismo tiempo que Scott entraba al Senado, Allen West abandonaba la Cámara de Representantes porque perdió en su intento de ser reelegido, por lo que actualmente no hay ningún afroamericano republicano en esa Cámara del Congreso.
El caso de los hispanos o latinos es más importante aún. Desde hace unos años la población hispana o latina es ya la minoría más numerosa del país, y seguirá creciendo para ser un porcentaje cada vez más importante de la población total estadounidense; así que para ganar las elecciones un partido requiere de su apoyo. Tradicionalmente la gran mayoría de los mexicano-estadounidenses (los latinoamericanos más numerosos en Estados Unidos), puertorriqueños, dominicanos, y otros grupos latinos votan siempre por los demócratas. Solo los cubano-estadounidenses votan mayoritariamente por los republicanos.
Pero George W. Bush logró cambiar esa tendencia en sus elecciones. Ya en su época de Gobernador de Texas logró una hazaña, al conseguir el 49 % del voto hispano o latino en su reelección en la Gobernatura (en un estado donde la mayoría de los hispanos son mexicanos). Y como Presidente consiguió establecer otro récord al obtener aproximadamente el 40 % de los votos de los hispanos en todo el país en su reelección a la Presidencia en 2004, un hecho inimaginable para un republicano hacía solo unos años.
En su Gobierno no hubo una figura hispana de la talla de Rice, pero sí algunos Secretarios (Ministros) de origen latino. Entre ellos, el octogésimo primer Secretario de Justicia, Alberto R. González y el exsenador en el Congreso de Estados Unidos, el cubano-estadounidense, Mel Martínez (exsecretario de Vivienda y Desarrollo Urbano).
Cada vez hay más funcionarios electos (Representantes federales y estatales, senadores estatales, concejales, etc.) del Partido Republicano que son de origen Latino; sobre todo en Estados de fuerte presencia hispana como Florida, California y Texas. En las elecciones legislativas, estatales y locales de mitad de período realizadas en 2010, varias prominentes figuras latinas del Partido Republicano obtuvieron victorias que los proyectaron al primer plano nacional. Los más famosos fueron Susana Martínez, electa Gobernadora de Nuevo México; Brian Sandoval, electo Gobernador de Nevada, y Marco Rubio, electo senador por Florida al Senado de los Estados Unidos. Además otros cinco latinos republicanos fueron elegidos para su primer período al Congreso, y sumados ellos y Rubio a los dos hispanos republicanos que ya eran congresistas (Ileana Ros-Lehtinen y Mario Díaz-Balart) sumaban ocho latinos republicanos en el Congreso estadounidense frente a veinte congresistas hispanos que pertenecían al Partido Demócrata. En las elecciones legislativas celebradas simultáneamente con las presidenciales del 6 de noviembre de 2012 fueron elegidos siete latinos republicanos al Congreso de los Estados Unidos, uno menos que en los comicios anteriores; pero ahora hay otro latino o hispano republicano en el Senado de los Estados Unidos, el senador por Texas Ted Cruz, con lo que junto a Marco Rubio son ya dos los senadores latinos republicanos del Congreso estadounidense (de un total de sólo tres senadores latinos, el otro es el demócrata Bob Menendez). Los otros cinco latinos republicanos son congresistas de la Cámara de Representantes de los Estados Unidos (hubo 16 candidatos republicanos latinos o hispanos a la Cámara de Representantes, pero solo resultaron elegidos en sus respectivos distritos esos cinco); sin embargo, los siete legisladores republicanos de etnia latina todavía son bastante menos que los 24 legisladores latinos demócratas que fueron elegidos en los comicios del 2012.
Los valores morales tradicionales y conservadores (los llamados «valores familiares») de los republicanos son muy populares entre personas como los latinos, provenientes de sociedades relativamente conservadoras y muy religiosas, y es una de las principales «armas» utilizadas por los republicanos para obtener el voto hispano. Por otro lado, la reducción del dinero destinado a programas sociales (planteada siempre por este partido) suele ser impopular entre muchos Latinos que dependen de estas ayudas del Estado.
El principal obstáculo para los esfuerzos de Bush y otros líderes para atraer militantes y simpatizantes Latinos al Partido Republicano, es el discurso fuertemente antiinmigrante de varios representantes partidarios radicales e influyentes. Las medidas que pretenden tomar estos políticos contra los extranjeros indocumentados (la mayoría provenientes de América Latina) les hacen ganar votos entre algunos sectores (los de los ciudadanos estadounidenses que lo son desde hace varias generaciones y que creen que los inmigrantes solo ocasionan problemas), pero alejan a los hispanos del partido. De hecho, algunas derrotas electorales de los republicanos en comicios estatales y locales se han debido en buena parte al enfado de los latinos con políticos republicanos que han tomado demagógicas medidas antiinmigrantes. Otras minorías étnicas (judíos, asiáticos, etc.) son también mayoritariamente demócratas. La idea a futuro del Partido Republicano, poder atraer a las minorías, hasta hoy claramente inclinadas hacia el Partido Demócrata, sin perder el apoyo de sus aliados tradicionales y manteniendo su condición de «fuerza conservadora».
En otros aspectos, la presidencia de George W. Bush marcó el comienzo de una etapa difícil para el partido; su política económica fue duramente criticada por los sectores mayoritarios del Partido Republicano por ir en contra de los postulados del conservadurismo fiscal. Aunque Bush hizo enormes rebajas a los impuestos federales, algo ajustado al conservadurismo fiscal, por otro lado también fue responsable de masivos aumentos del gasto público, y por lo tanto rompió con la disciplina fiscal, causando gigantescos déficits. Esto tanto ocasionó el rechazo y el enfado de la mayoría de los republicanos. Otros aspectos de su gestión, como la política exterior, también causaron críticas en el interior del partido, por lo que al final de su gobierno todos los precandidatos presidenciales republicanos guardaban distancia de él y el candidato electo, John McCain, era su mayor rival dentro del partido.
Pero McCain no pudo convencer al electorado de que representaba una ruptura con Bush y fue finalmente derrotado por el 44.º Presidente, el demócrata Barack Obama; en su nuevo rol como partido opositor, el Partido Republicano se hallaba confundido y carente de liderazgo. Posteriormente se desató una polarización interna entre moderados y conservadores; estos últimos han revitalizado la oposición con su dura y radical campaña contra Obama, simbolizada en el Tea Party Movement, al precio de ocasionar un amargo enfrentamiento con los moderados que temen que esa radicalización a la derecha, aunque sirva para movilizar a la opinión pública contra Obama, al final pueda alejar a los electores independientes de centro.

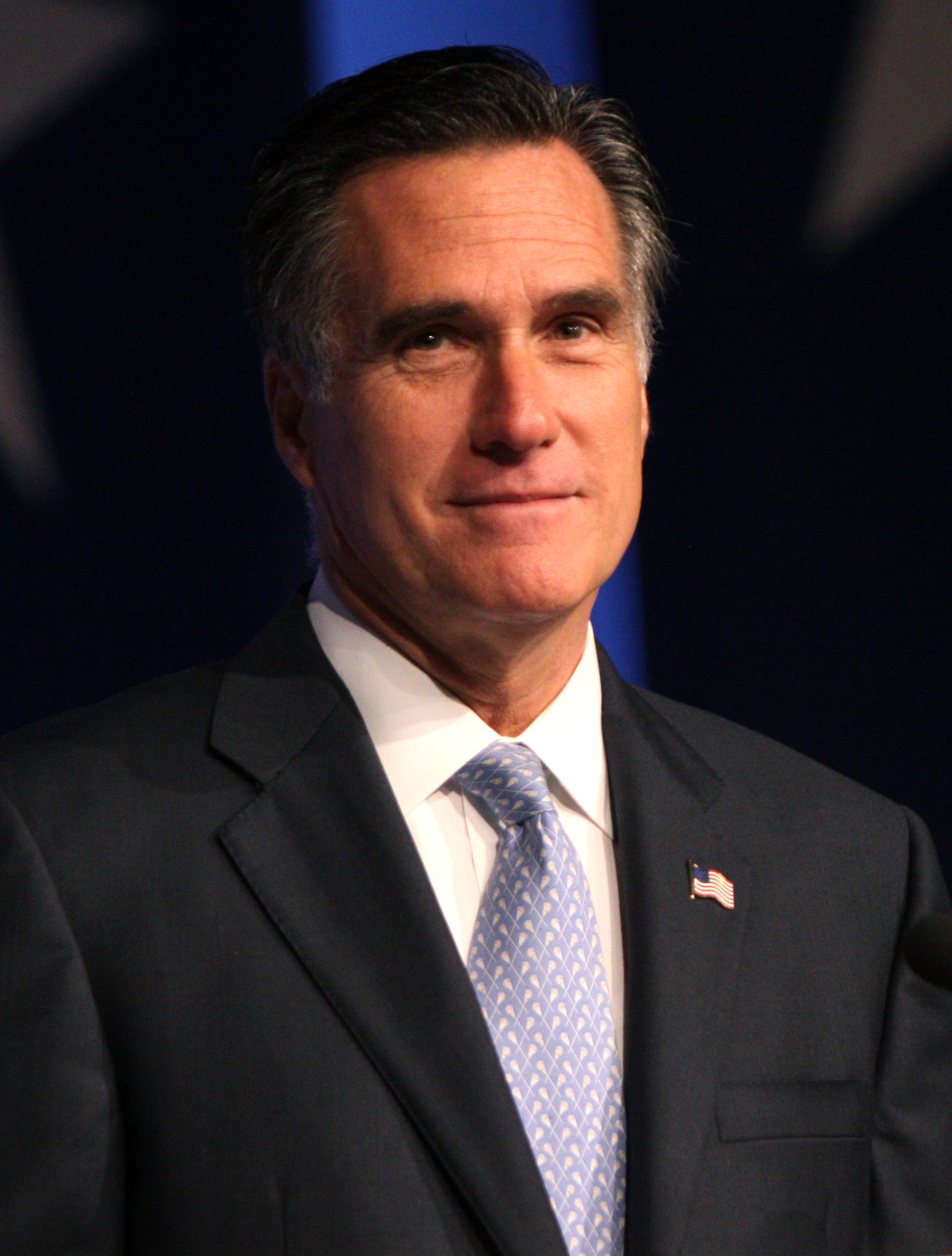
El candidato presidencial Mitt Romney, sus posiciones frente a China y el Medio Oriente y una severa oposición frente a las políticas del presidente Barack Obama logró el 47 % en las elecciones del 2012.

Sin embargo, el creciente descontento popular con la gestión de Obama y el éxito del Tea Party para canalizarlo, consiguieron que el Partido Republicano obtuviera la victoria en las elecciones de mitad de período del 2010. Los republicanos recuperaron el control de la Cámara de Representantes del Congreso, redujeron la mayoría demócrata en el Senado y ganaron la mayor parte de las gobernaciones de los estados que convocaban elecciones estatales. Aunque esta serie de victorias aumentó el poder del Partido Republicano y le infundió renovadas fuerzas; el presidente Barack Obama logró ganar la reelección apenas dos años después, en gran parte por el apoyo de las minorías, a quienes el Partido Republicano no pudo convencer y por el contrario terminó alejándolas.
Las Primarias Republicanas de 2012 es el proceso de selección en la cual el Partido Republicano de los Estados Unidos seleccionará a delegados para que asistan a la Convención Nacional Republicana de 2012, en la cual será nominado el candidato único a la Presidencia para las elecciones de 2012. El exgobernador de Massachusetts Mitt Romney, quién también se postuló en las primarias presidenciales de 2008, obtuvo un apoyo al principio por parte de los votantes republicanos, siendo el favorito para la nominación presidencial de su partido. Sin embargo, su ventaja sobre el campo republicano ha sido precario, debido a la entrada de nuevos candidatos que atrajeron la atención considerable de los medios entre abril y agosto de 2011. El apoyo entre los republicanos por el gobernador Rick Perry de Texas, lo impulsó a unirse a la carrera en agosto de 2011, que teniendo un fuerte desempeño en las encuestas, instantáneamente convirtiéndose en un serio contendiente. El 10 de abril, Santorum suspendió su campaña, dejando a Mitt Romney, como el indiscutible favorito para la nominación presidencial. A fines de agosto, en la Convención Nacional Republicana de 2012, habrá de ser proclamado candidato a la Presidencia. Ya anunció a Paul Ryan como su candidato a vicepresidente. El día 6 de noviembre de 2012, el exgobernador y actual candidato por el partido republicano perdió las elecciones ante el candidato y presidente Barack Obama, sumando este una mayoría de electores superior a los 270 necesarios para asegurar la presidencia, quedando en segundo lugar con la mayor votación.
Pocos días después de perder la elección, en medio de reproches cruzados entre los republicanos, se desató una sarta de críticas a Romney por sus polémicas declaraciones.

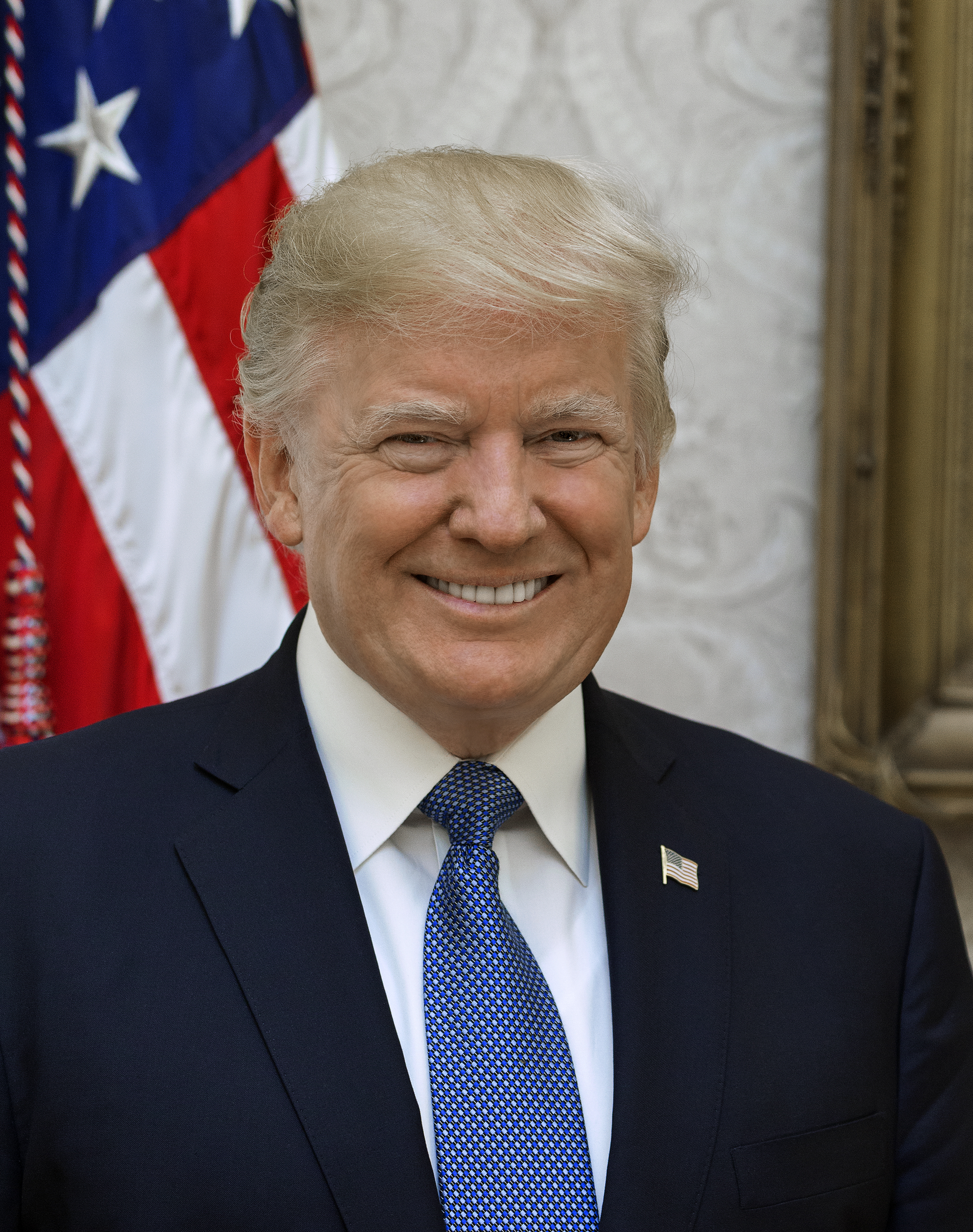
Donald Trump, 45° Presidente de los Estados Unidos de América.

En las siguientes elecciones presidenciales, las de noviembre de 2016, el partido eligió al controvertido millonario Donald Trump como su candidato a la Casa Blanca. Su victoria en las primarias originó tensiones en el seno de la formación, al tratarse de un candidato recién llegado al partido y a la política, que había mantenido agrias polémicas con veteranos republicanos como McCain o sus rivales en esas primarias Jeb Bush y Marco Rubio y que por su estilo de vida rompía con las condiciones que se solían atribuir a un candidato republicano. El rechazo público de miembros prominentes del GOP a Trump, incluso siendo ya este presidente, es un caso inédito que muestra la fractura interna del partido.
El futuro del Partido Republicano causa incertidumbre entre sus propias filas, ante esta situación de ruptura y extremismo internos, o ante el cobro de un protagonismo cada vez mayor en el seno de la sociedad estadounidense de colectivos como los negros, los hispanos o las minorías sexuales muy alejados de los republicanos. Un antiguo colaborador de George W. Bush, David Frum, se preguntaba en un libro intitulado Por qué Romney perdió y publicado con motivo de las elecciones de 2012 (que él daba por perdidas) por qué «vemos tanto extremismo [entre nosotros, los republicanos]». Frum apuntaba también varios datos elocuentes: «El Partido Republicano está cada vez más aislado de la América moderna. En el cuarto de siglo que ha pasado desde 1988 ha habido seis elecciones presidenciales. Sólo en una de ellas el candidato republicano consiguió la mayoría del voto popular, y por un miserable 50,73 por ciento. Como contraste, de las seis elecciones que hubo entre 1968 y 1988, los republicanos ganaron cinco. La media de porcentaje de voto conseguida, incluyendo la derrota de 1976, fue del 52,5 por ciento».
En las elecciones presidenciales de 2020, Donald Trump buscó la reelección, pero el candidato demócrata Joe Biden prevaleció. A pesar de este resultado, Trump decidió presentarse nuevamente en las elecciones presidenciales de 2024, y emergió como el candidato republicano después de un exitoso desempeño en las primarias.Posteriormente, ganaría las elecciones presidenciales de 2024, siendo nuevamente el presidente de los Estados Unidos.

## Resultados electorales

### Elecciones presidenciales
|  | 33,11 % |

|  | 38,51 % |

|  | 39,82 % |

|  | 59,41 % |

|  | 55,03 % |

|  | 91,07 % |

|  | 52,66 % |

|  | 72,79 % |

|  | 55,58 % |

|  | 81,25 % |

|  | 47,92 % |

|  | 50,14 % |

|  | 48,32 % |

|  | 57,99 % |

|  | 48,28 % |

|  | 45,39 % |

|  | 47,80 % |

|  | 58,10 % |

|  | 43,01 % |

|  | 32,66 % |

|  | 51,03 % |

|  | 60,63 % |

|  | 51,64 % |

|  | 65,32 % |

|  | 56,42 % |

|  | 70,59 % |

|  | 51,57 % |

|  | 66,46 % |

|  | 23,17 % |

|  | 1,51 % |

|  | 46,12 % |

|  | 47,83 % |

|  | 60,32 % |

|  | 76,08 % |

|  | 54,04 % |

|  | 71,94 % |

|  | 58,21 % |

|  | 83,62 % |

|  | 39,65 % |

|  | 11,11 % |

|  | 36,54 % |

|  | 1,51 % |

|  | 44,78 % |

|  | 15,44 % |

|  | 45,89 % |

|  | 18,64 % |

|  | 45,07 % |

|  | 35,59 % |

|  | 55,18 % |

|  | 83,24 % |

|  | 57,37 % |

|  | 86,06 % |

|  | 49,55 % |

|  | 40,78 % |

|  | 38,47 % |

|  | 9,67 % |

|  | 43,42 % |

|  | 55,95 % |

|  | 60,67 % |

|  | 96,65 % |

|  | 48,02 % |

|  | 44,80 % |

|  | 50,75 % |

|  | 90,89 % |

|  | 58,77 % |

|  | 97,58 % |

|  | 53,37 % |

|  | 79,18 % |

|  | 37,45 % |

|  | 31,23 % |

|  | 40,71 % |

|  | 29,55 % |

|  | 47,87 % |

|  | 50,37 % |

|  | 50,73 % |

|  | 53,16 % |

|  | 45,65 % |

|  | 32,16 % |

|  | 47,20 % |

|  | 38,29 % |

|  | 46,09 % |

|  | 56,50 % |

|  | 46,91 % |

|  | 43,12 % |

|  | 49,74 % |

|  | 57,99 % |

### Congreso

#### Senado
|  | 49.4 % |

|  | 42.1 % |

|  | 51.7 % |

|  | 42.4 % |

|  | 39.1 % |

|  | 50.6 % |

|  | 49.1 % |

|  | 48.3 % |

#### Cámara de Representantes
|  | 42.5 % |

|  | 51.7 % |

|  | 47.7 % |

|  | 51.2 % |

|  | 49.1 % |

|  | 44.8 % |

|  | 47.7 % |

|  | 50.6 % |

|  | 50.0 % |

## Presidentes republicanos de Estados Unidos

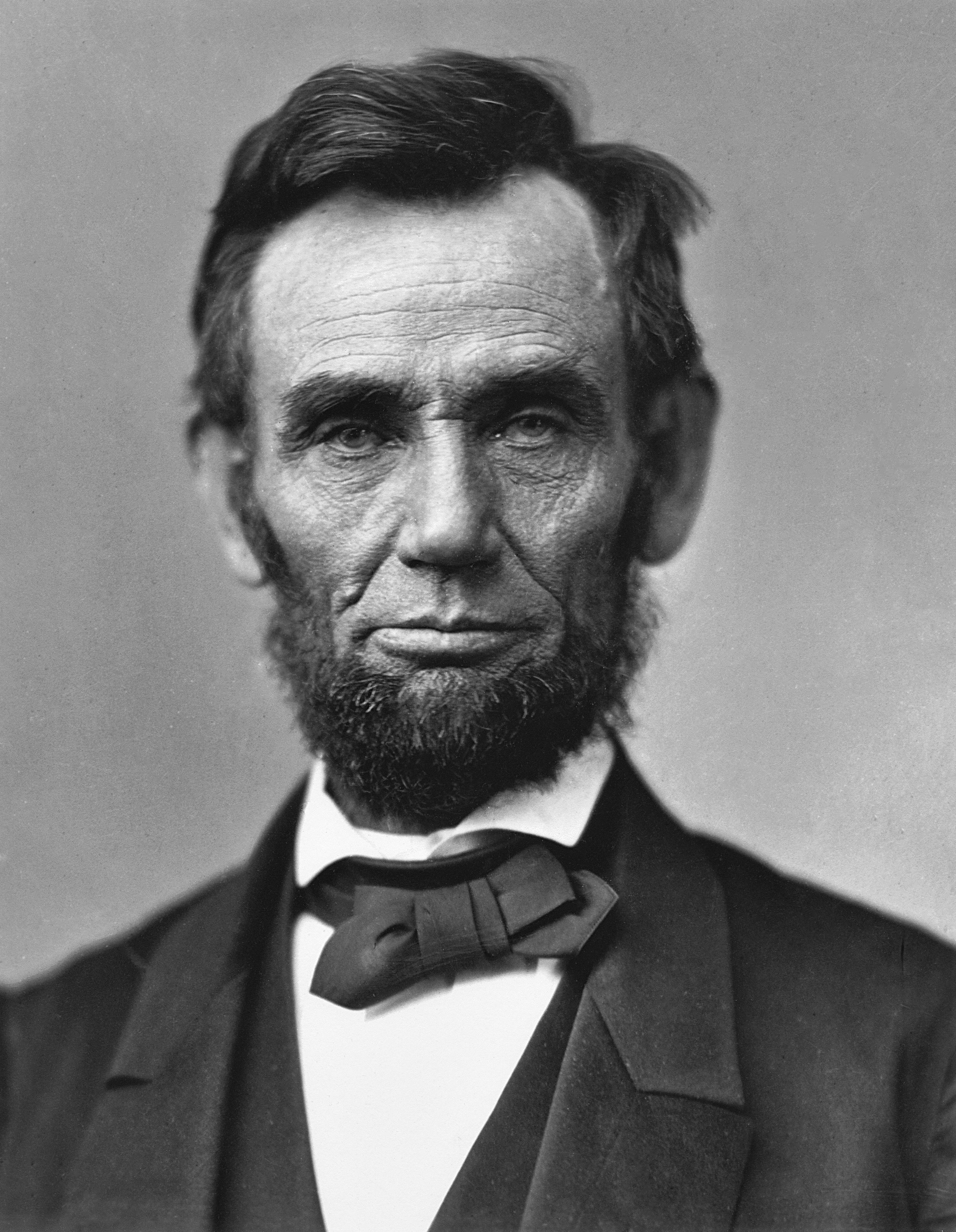
Abraham Lincoln (1861-1865)
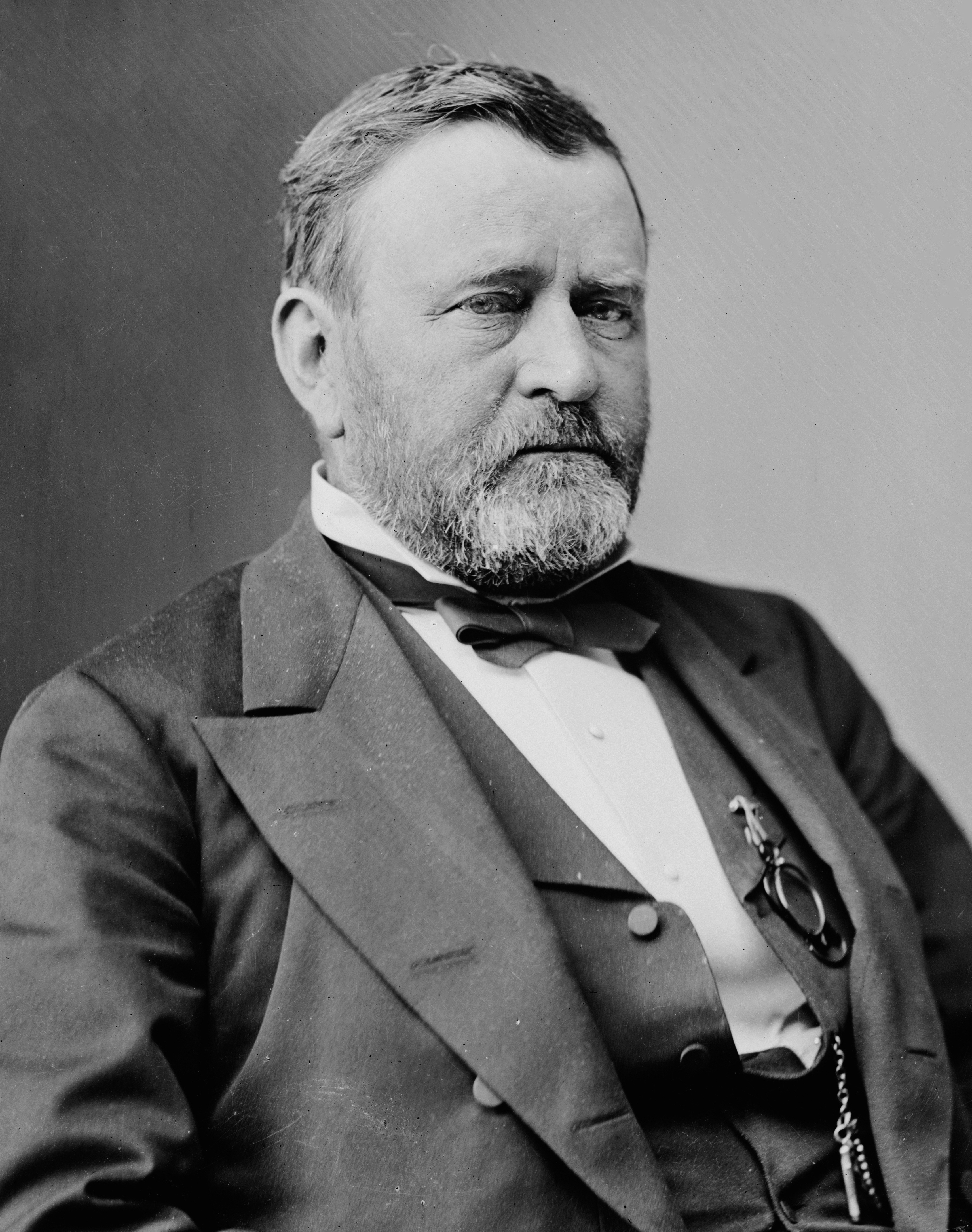
Ulysses S. Grant (1869-1877)
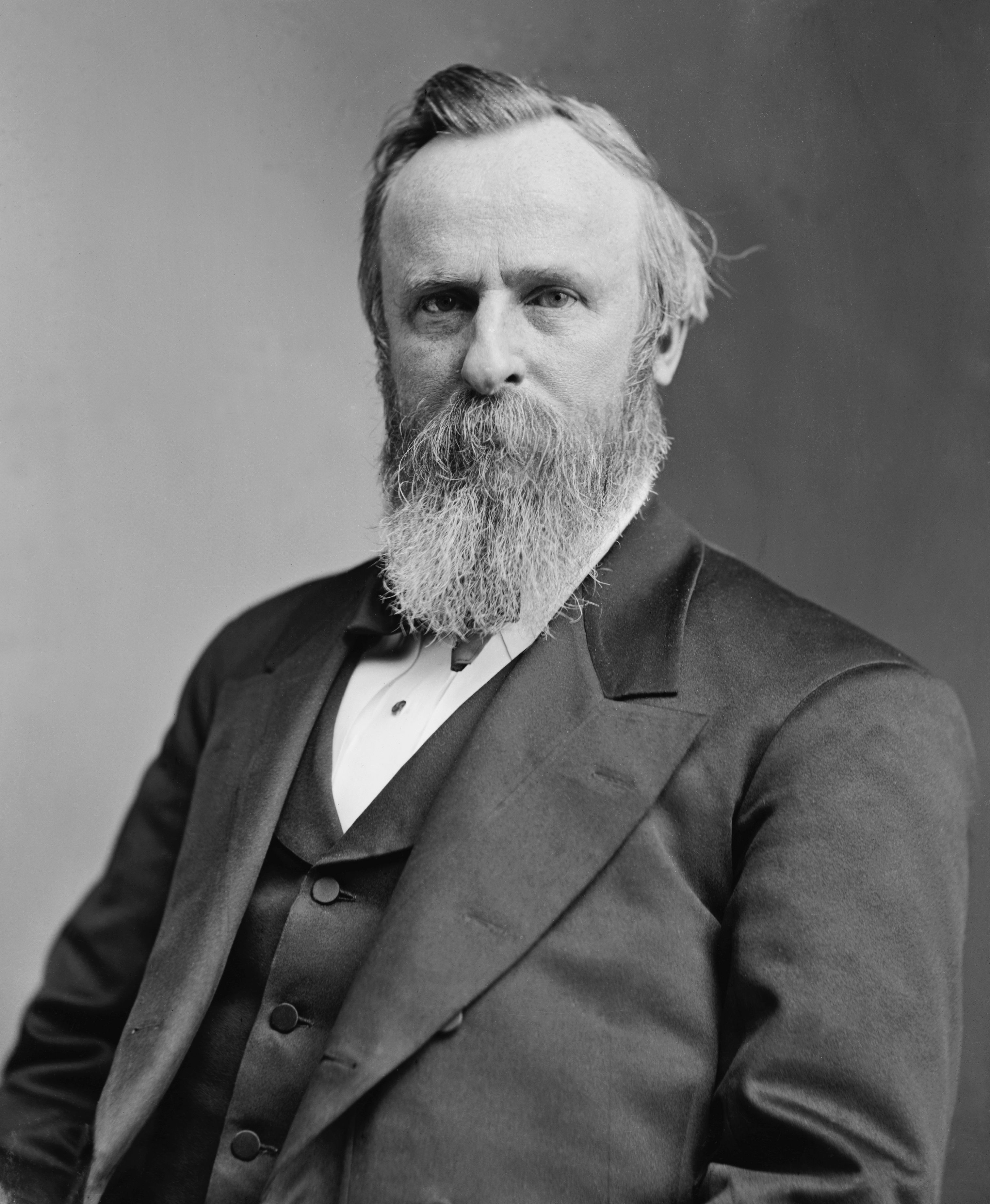
Rutherford B. Hayes (1877-1881)
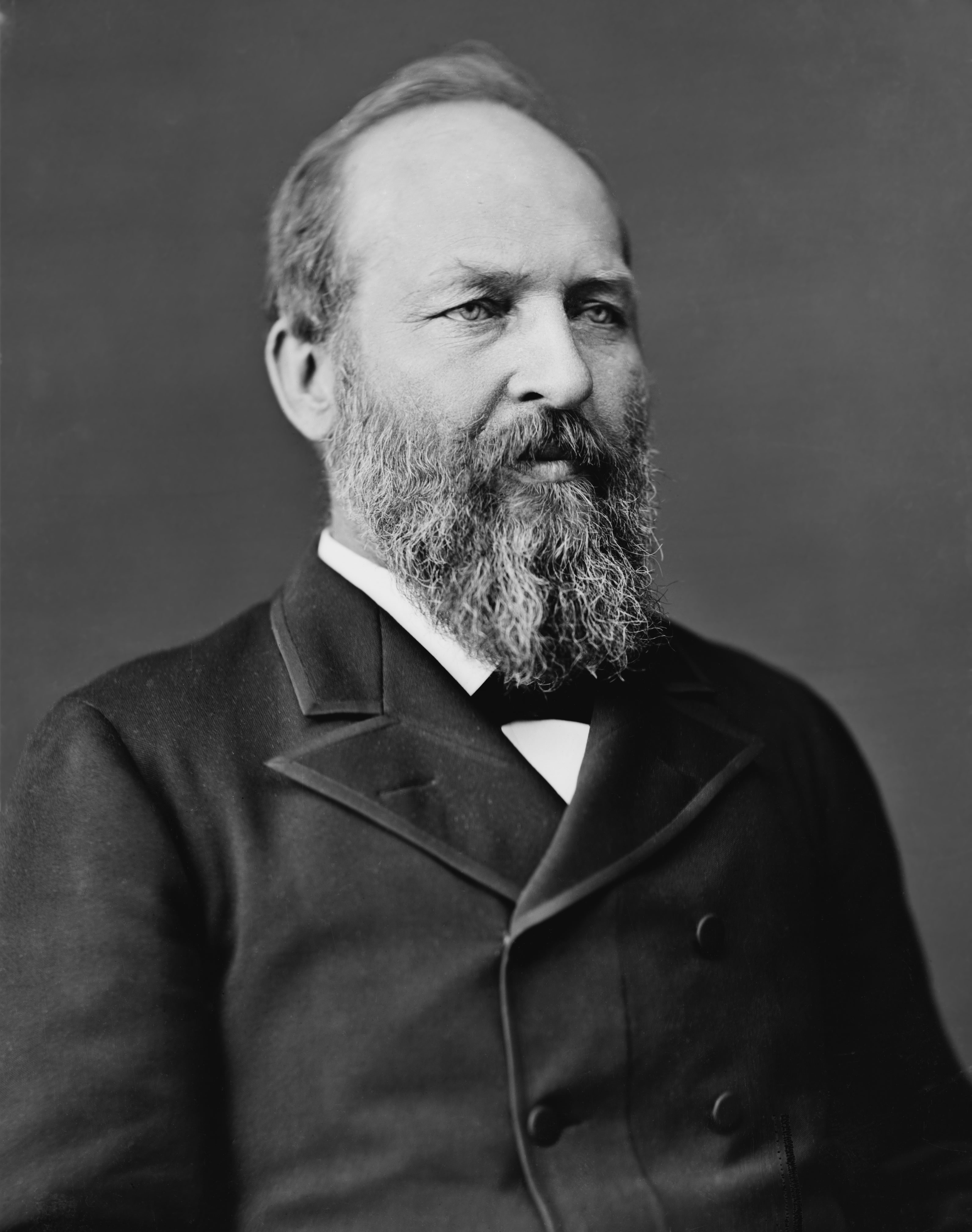
James A. Garfield (1881)
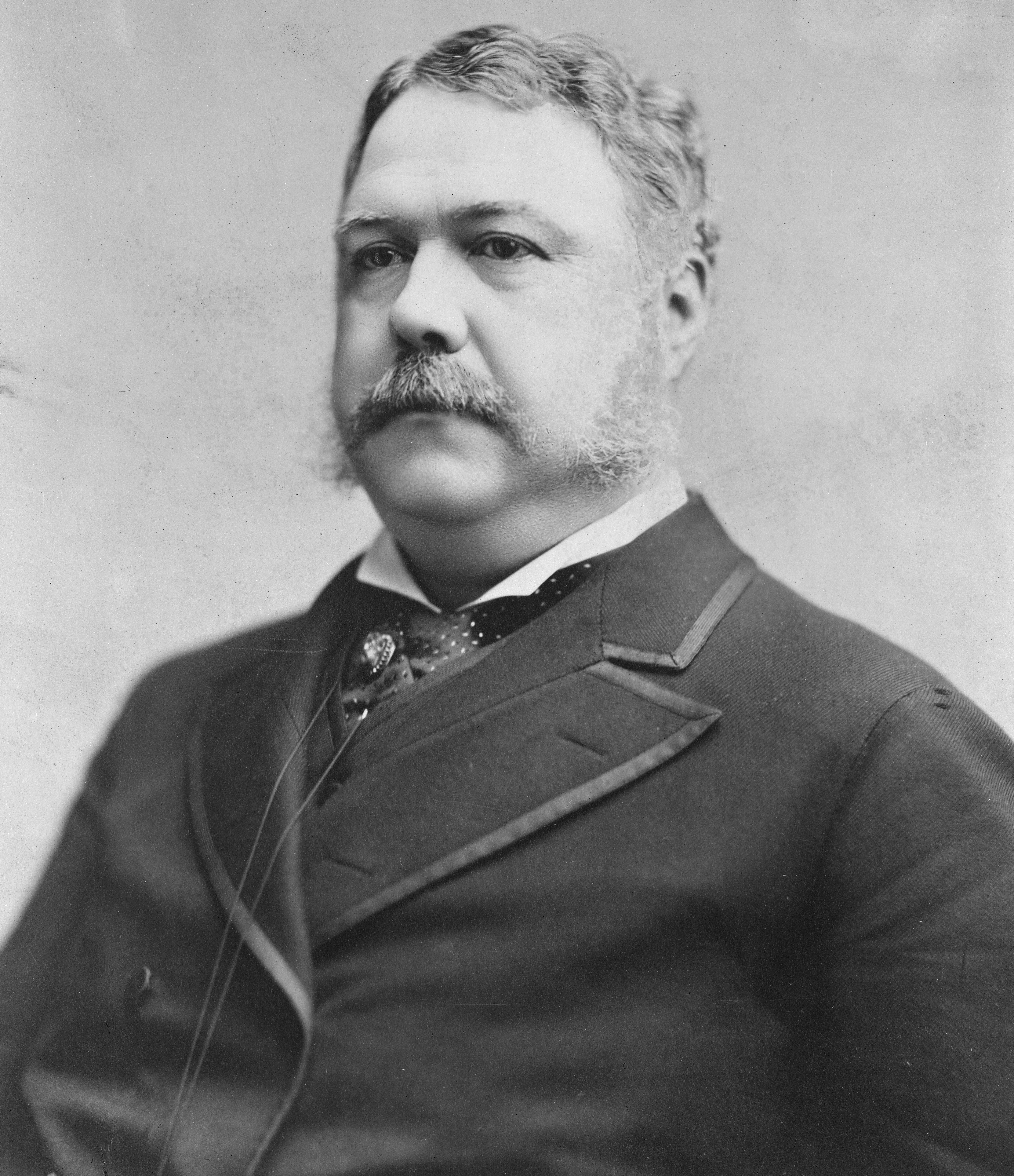
Chester A. Arthur (1881-1885)
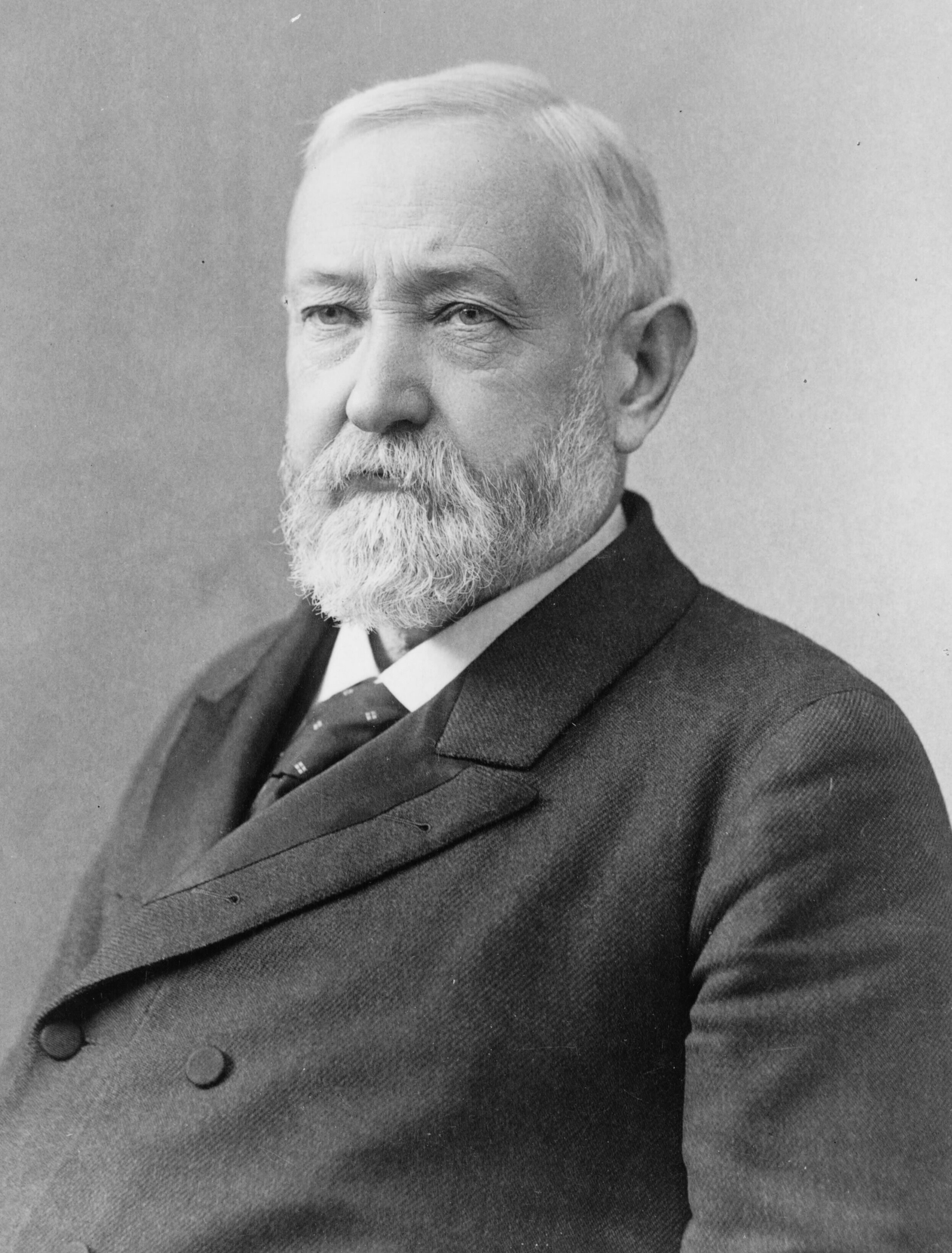
Benjamin Harrison (1889-1893)
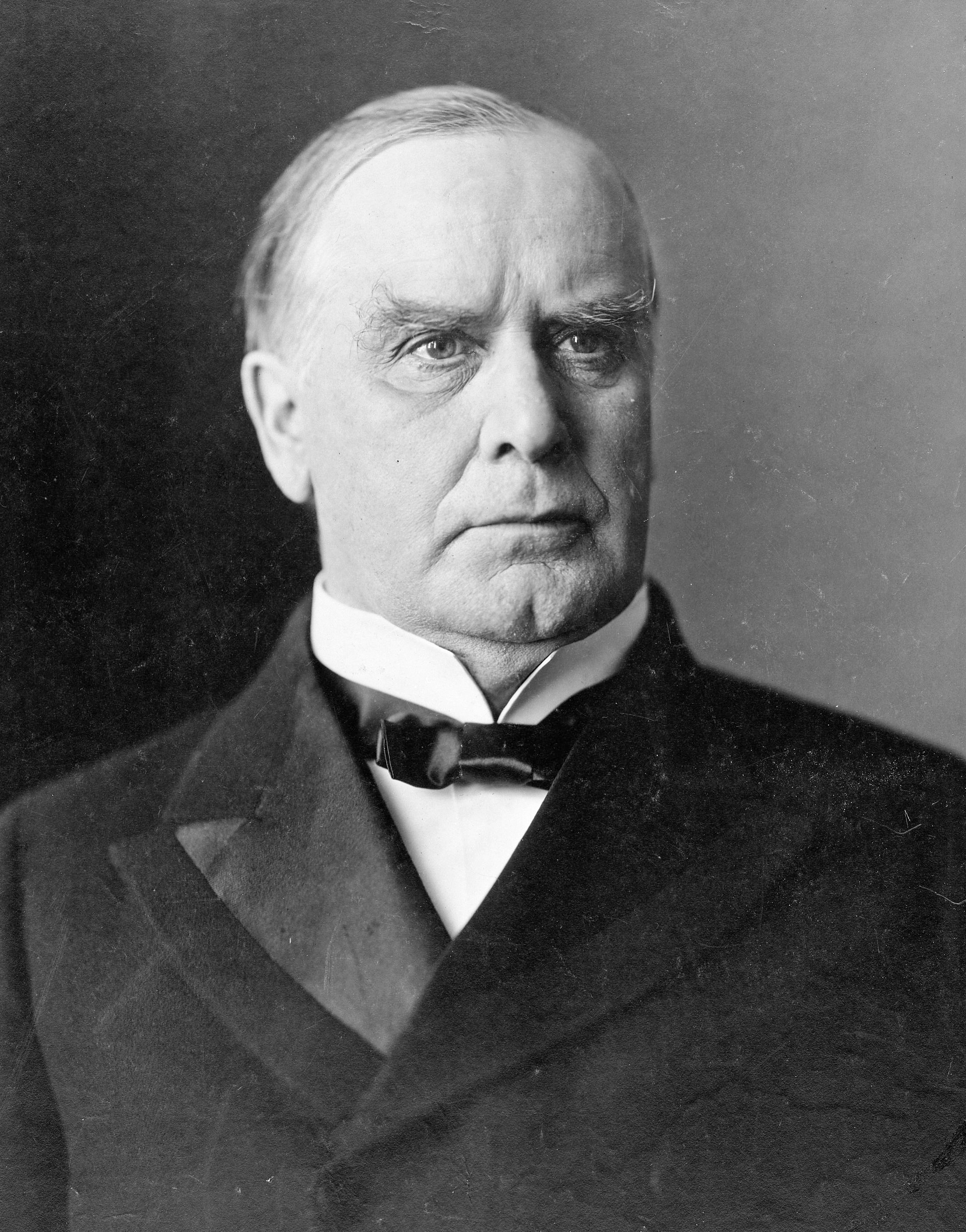
William McKinley (1897-1901)
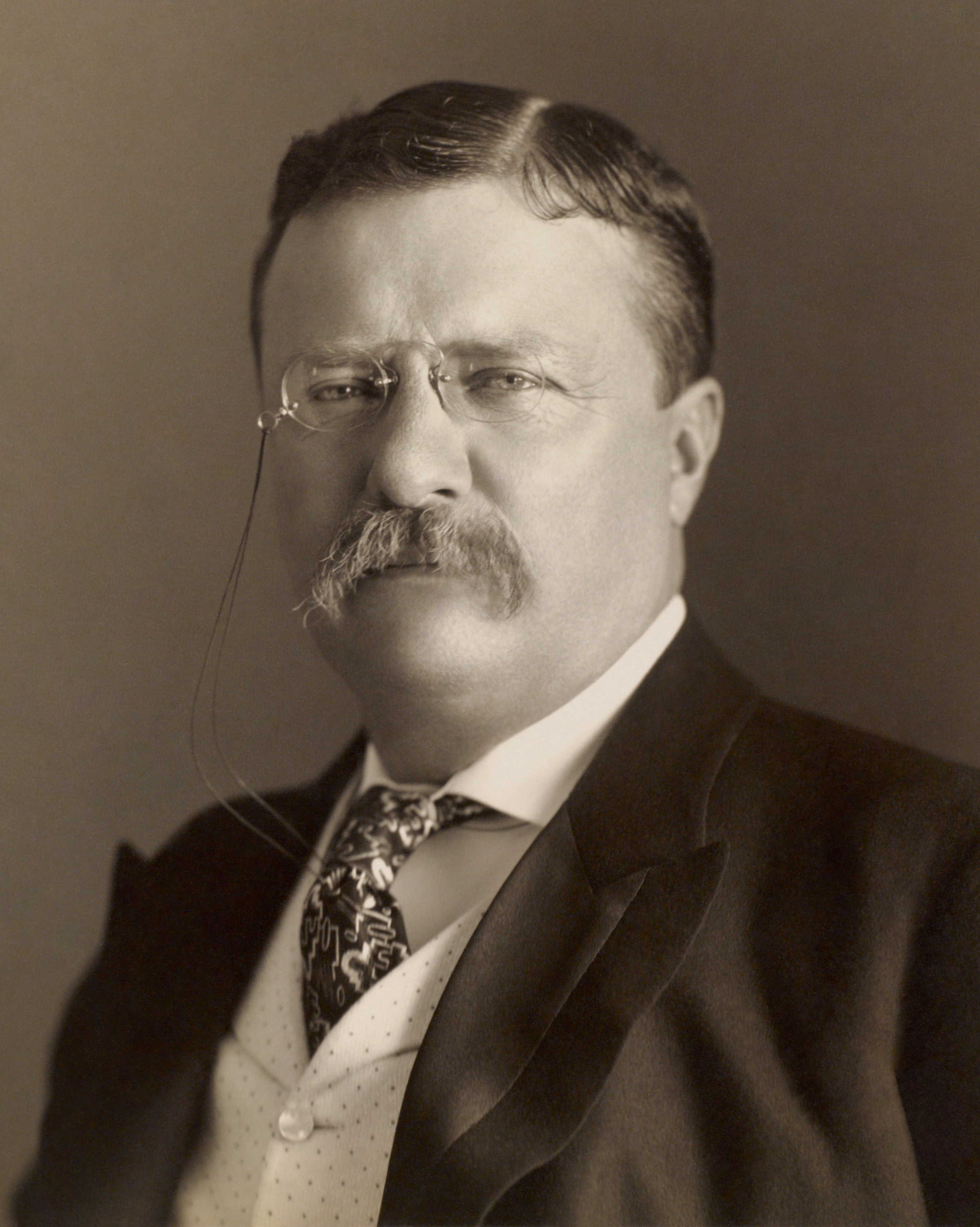
Theodore Roosevelt (1901-1909)
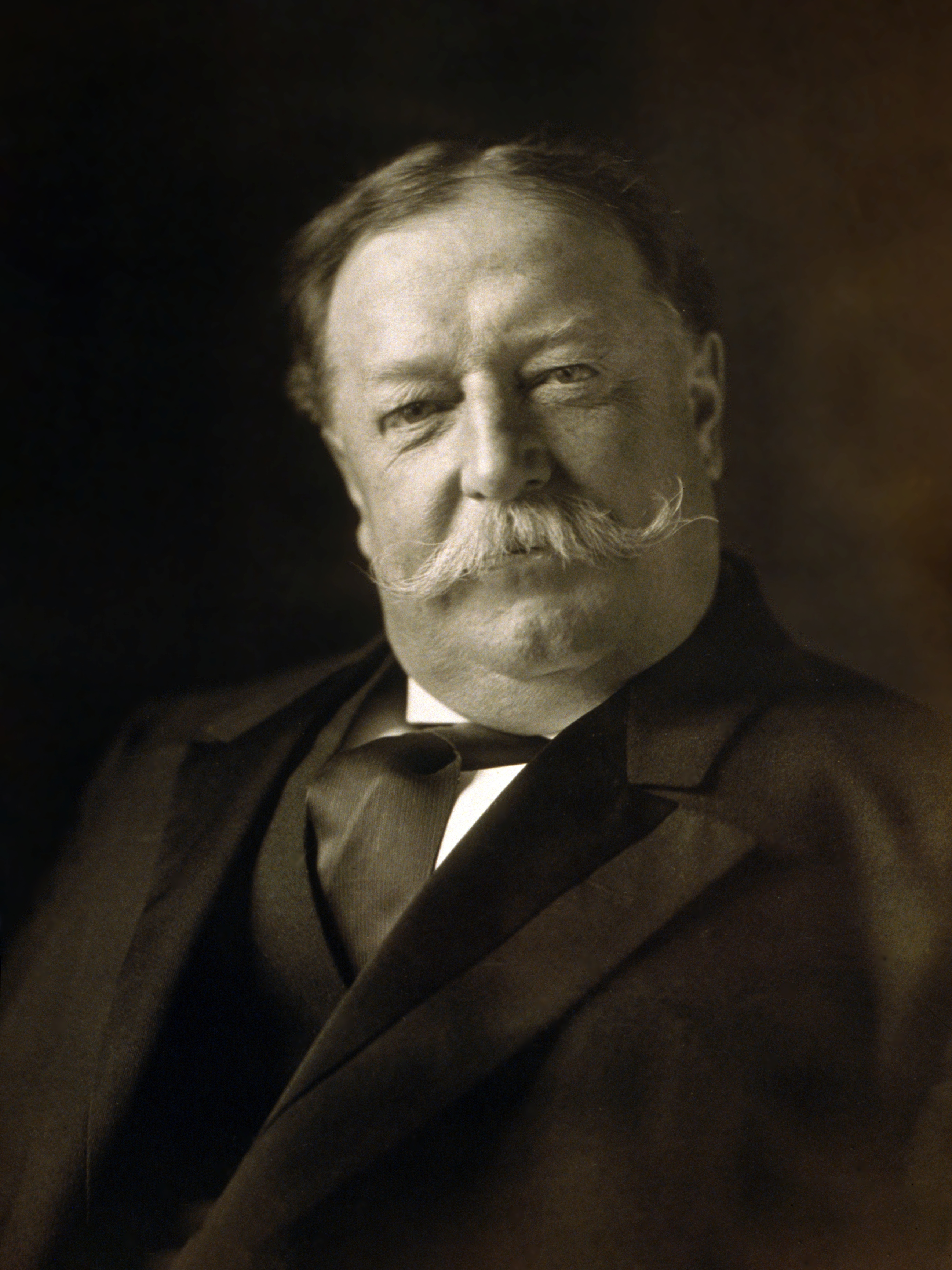
William Howard Taft (1909-1913)
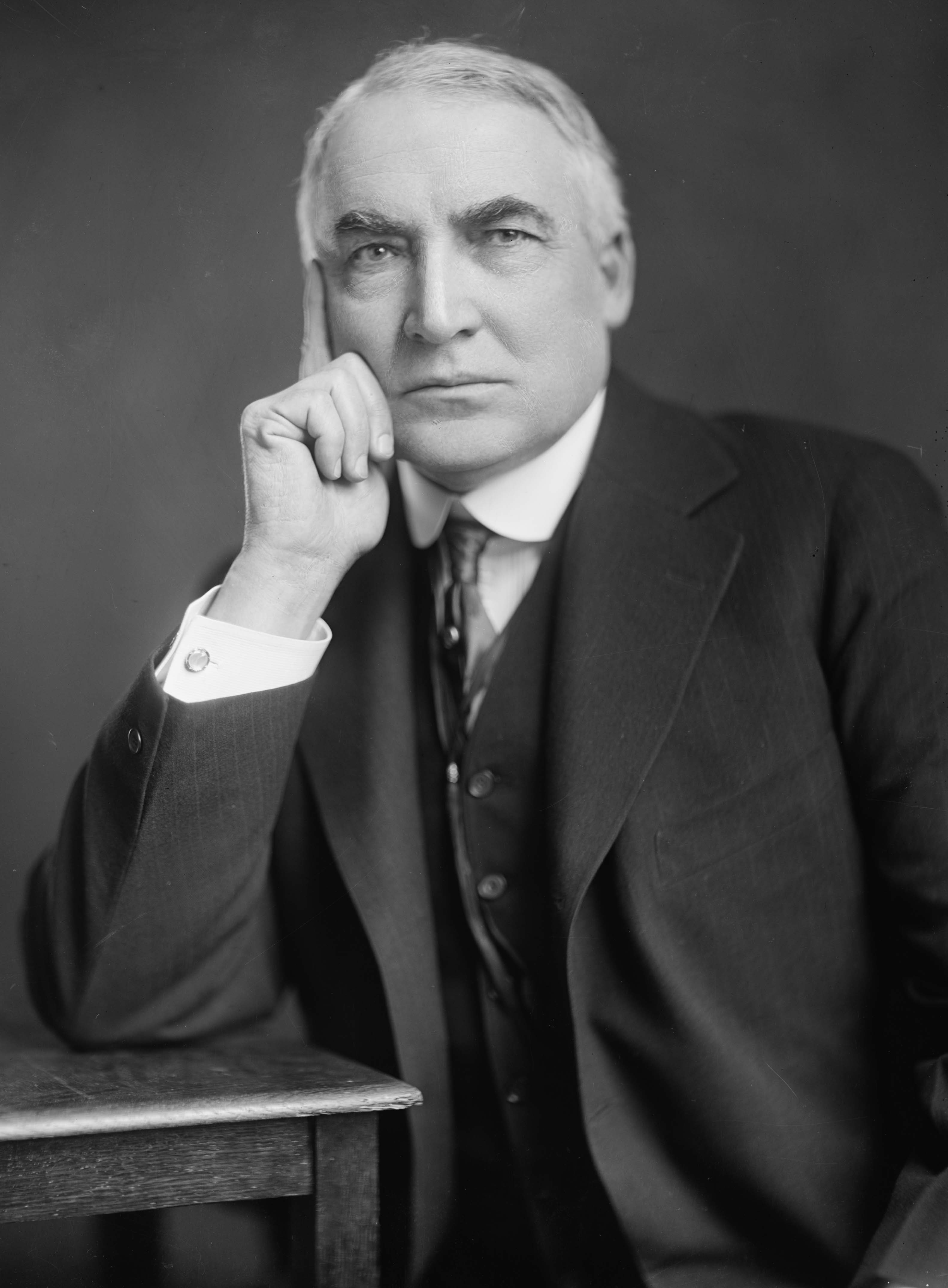
Warren Harding (1921-1923)
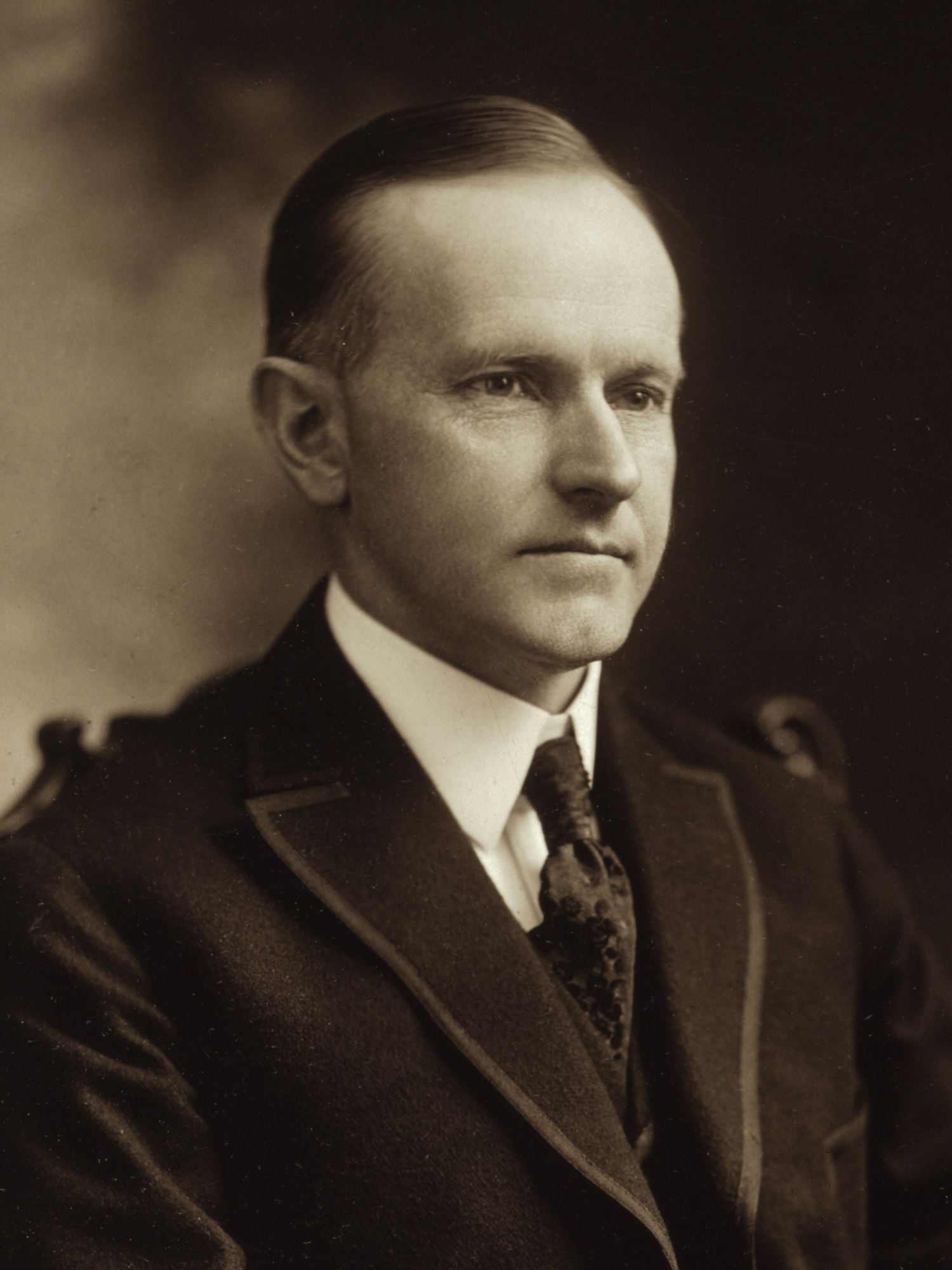
Calvin Coolidge (1923-1929)
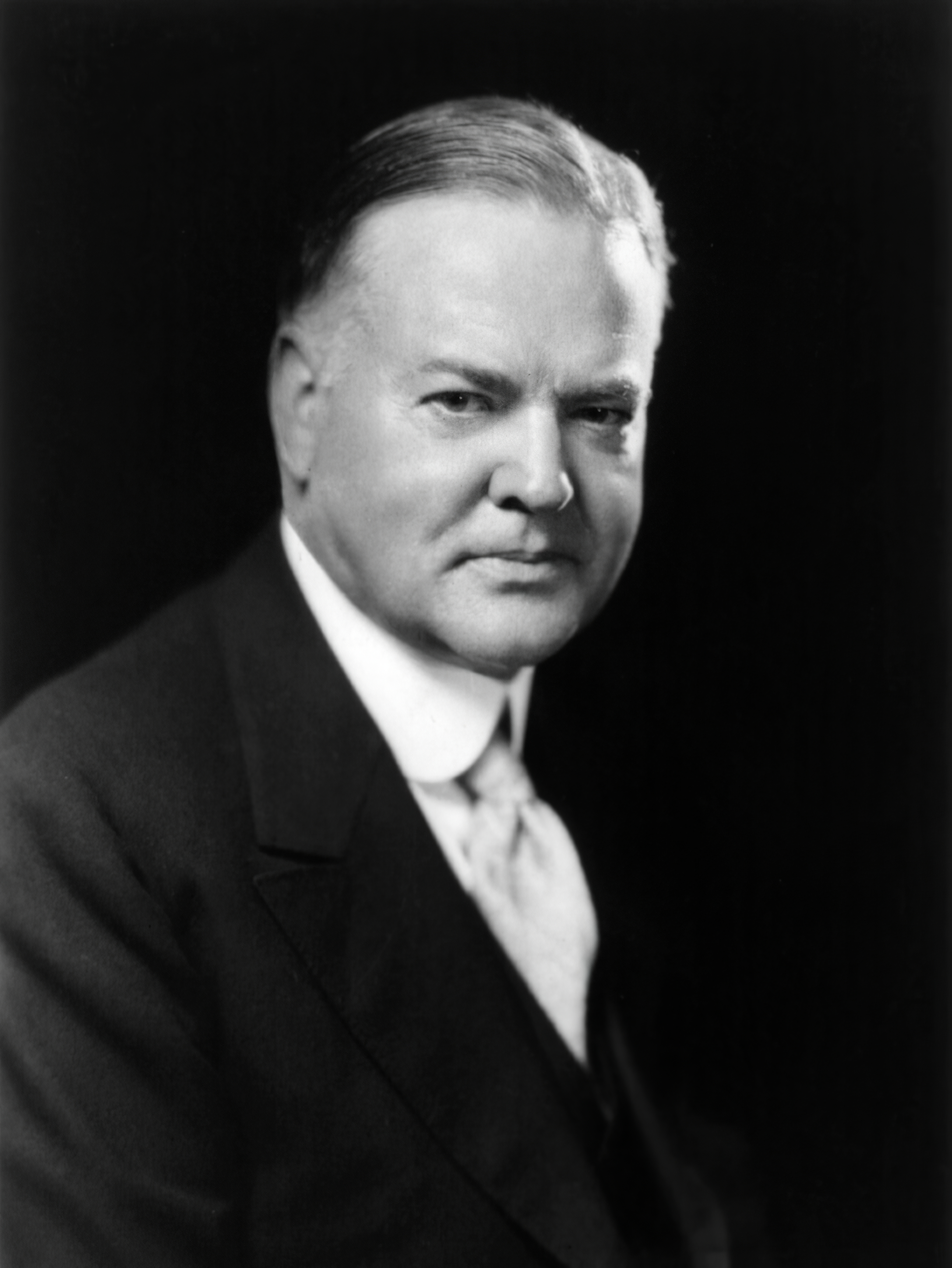
Herbert Hoover (1929-1933)
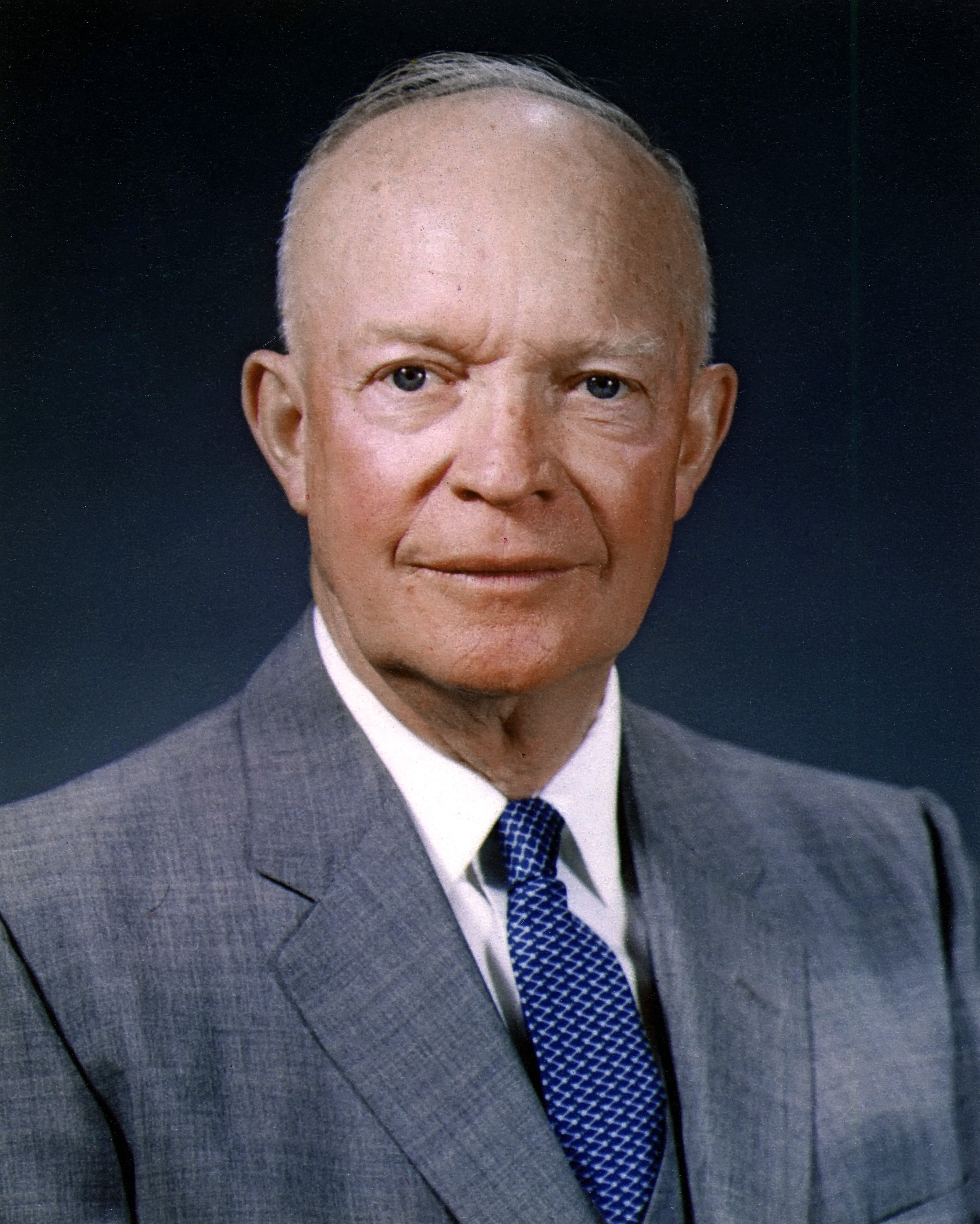
Dwight D. Eisenhower (1953-1961)
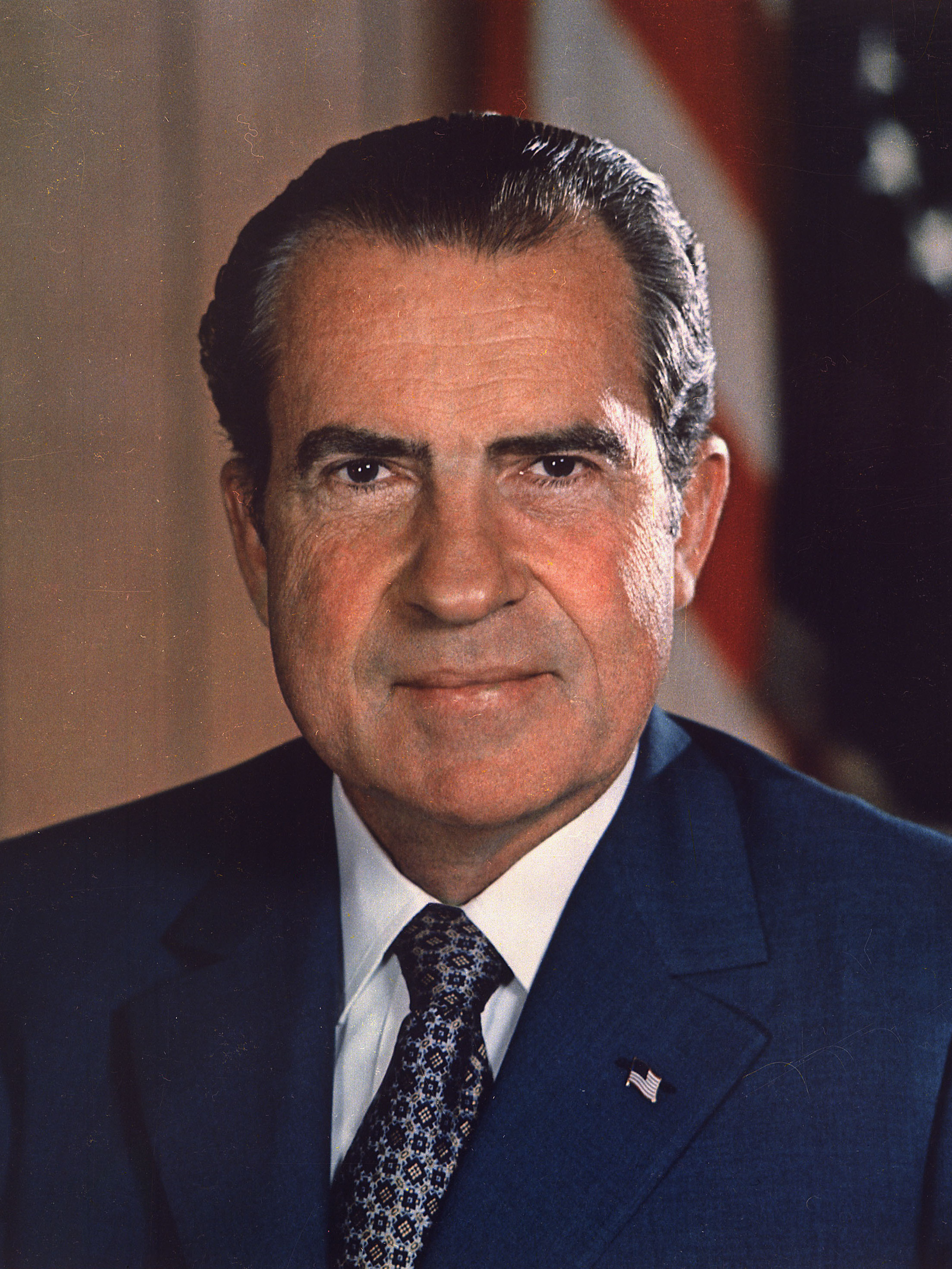
Richard Nixon (1969-1974)
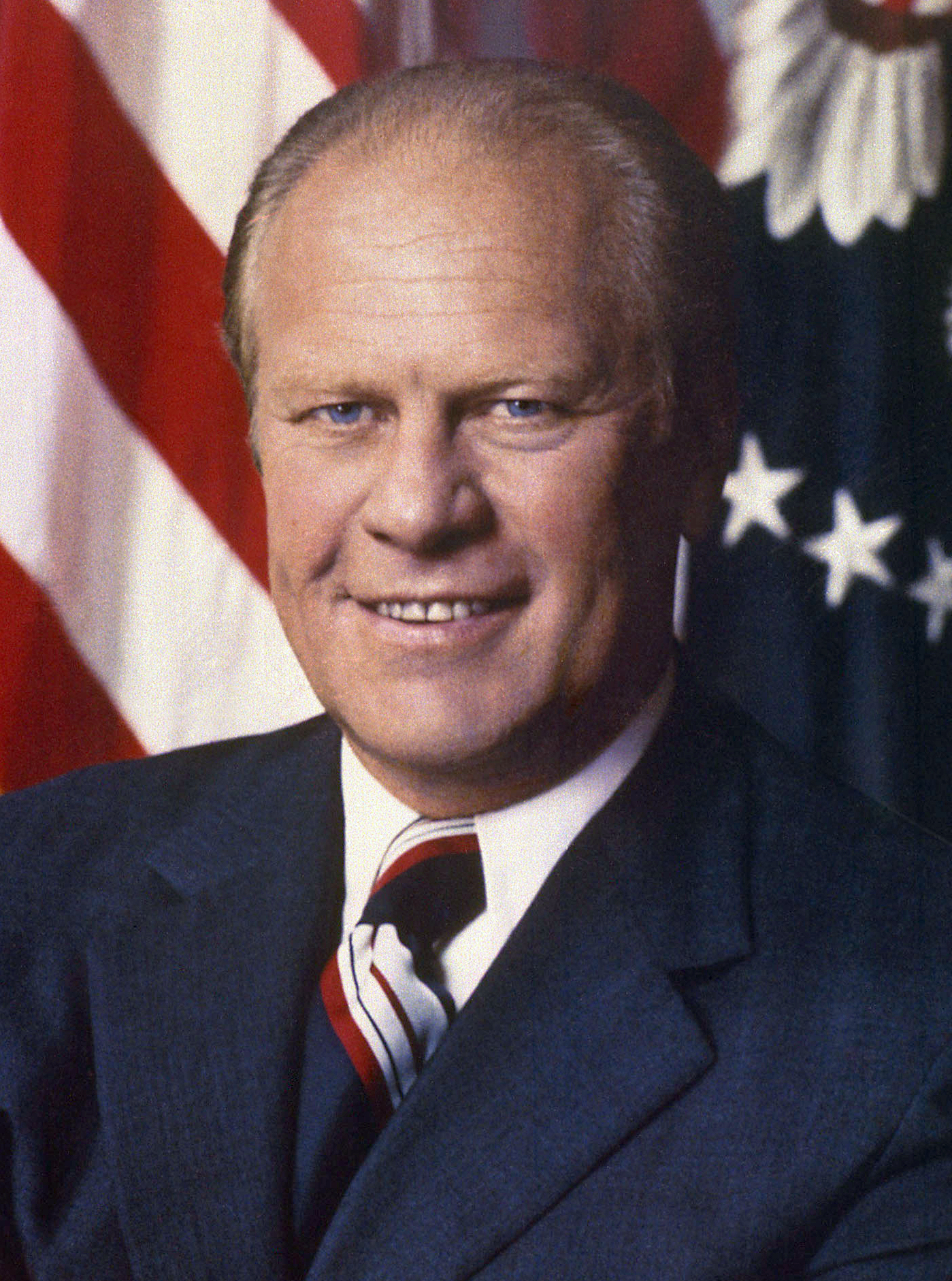
Gerald Ford (1974-1977)
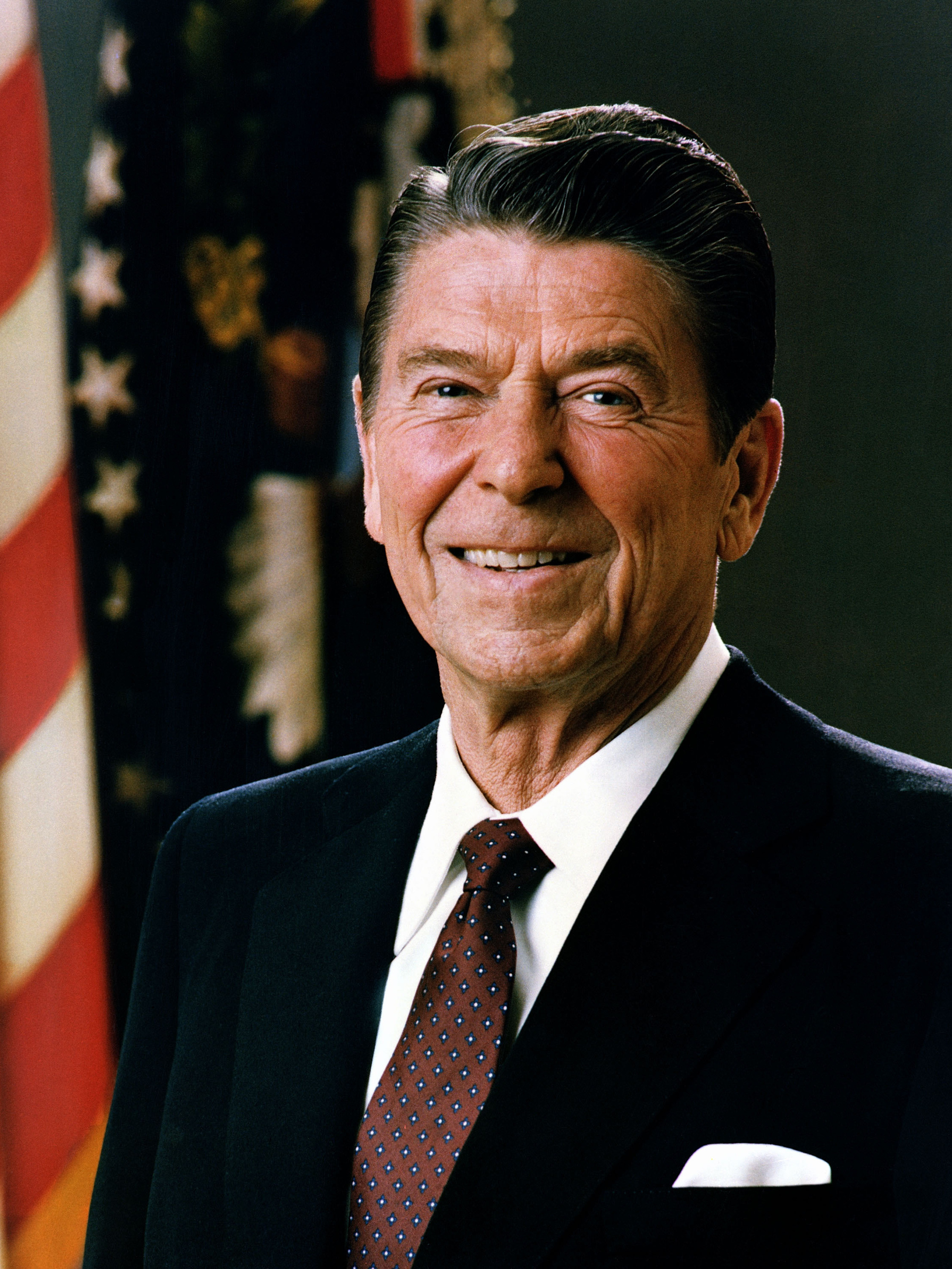
Ronald Reagan (1981-1989)
George H. W. Bush (1989-1993)
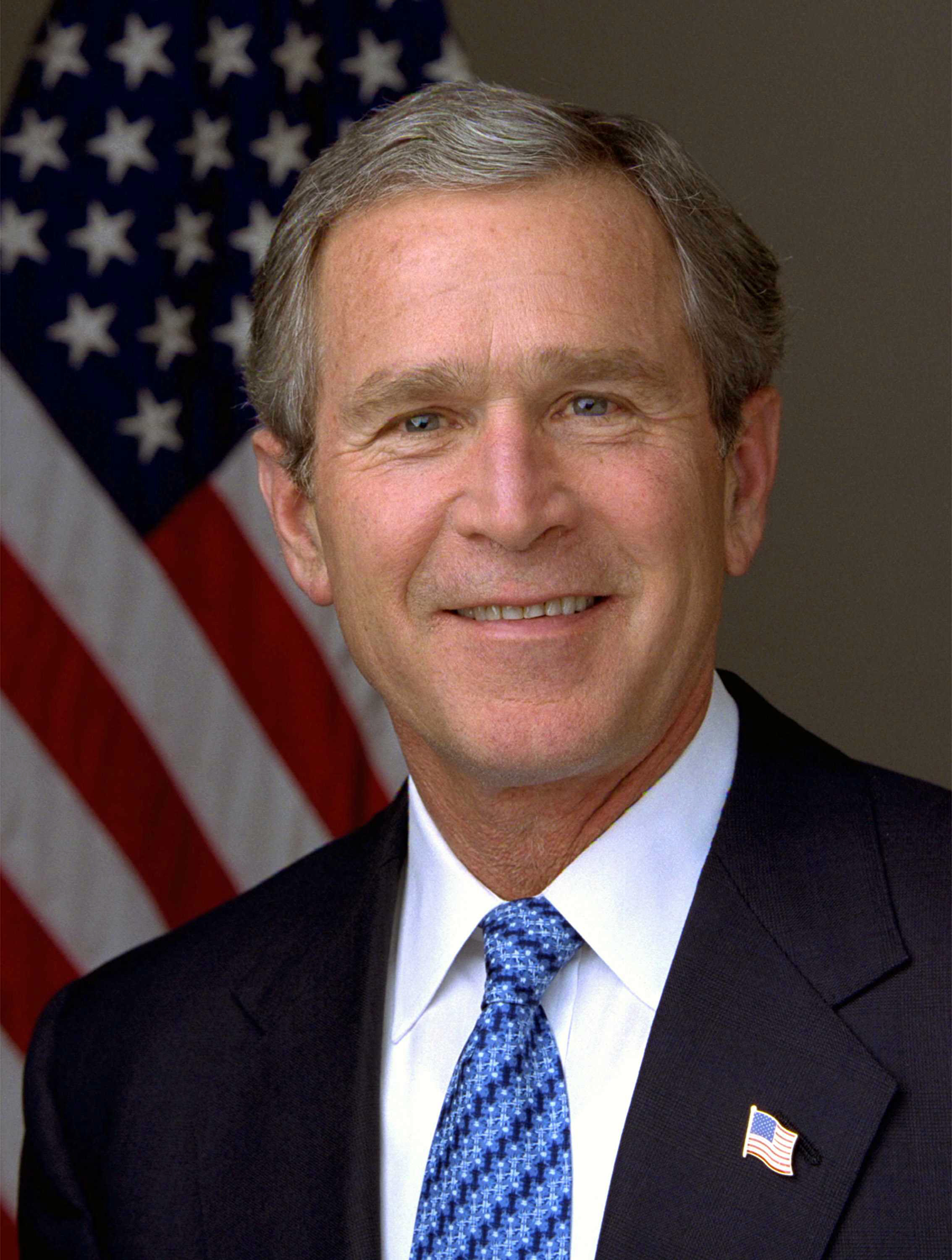
George W. Bush (2001-2009)
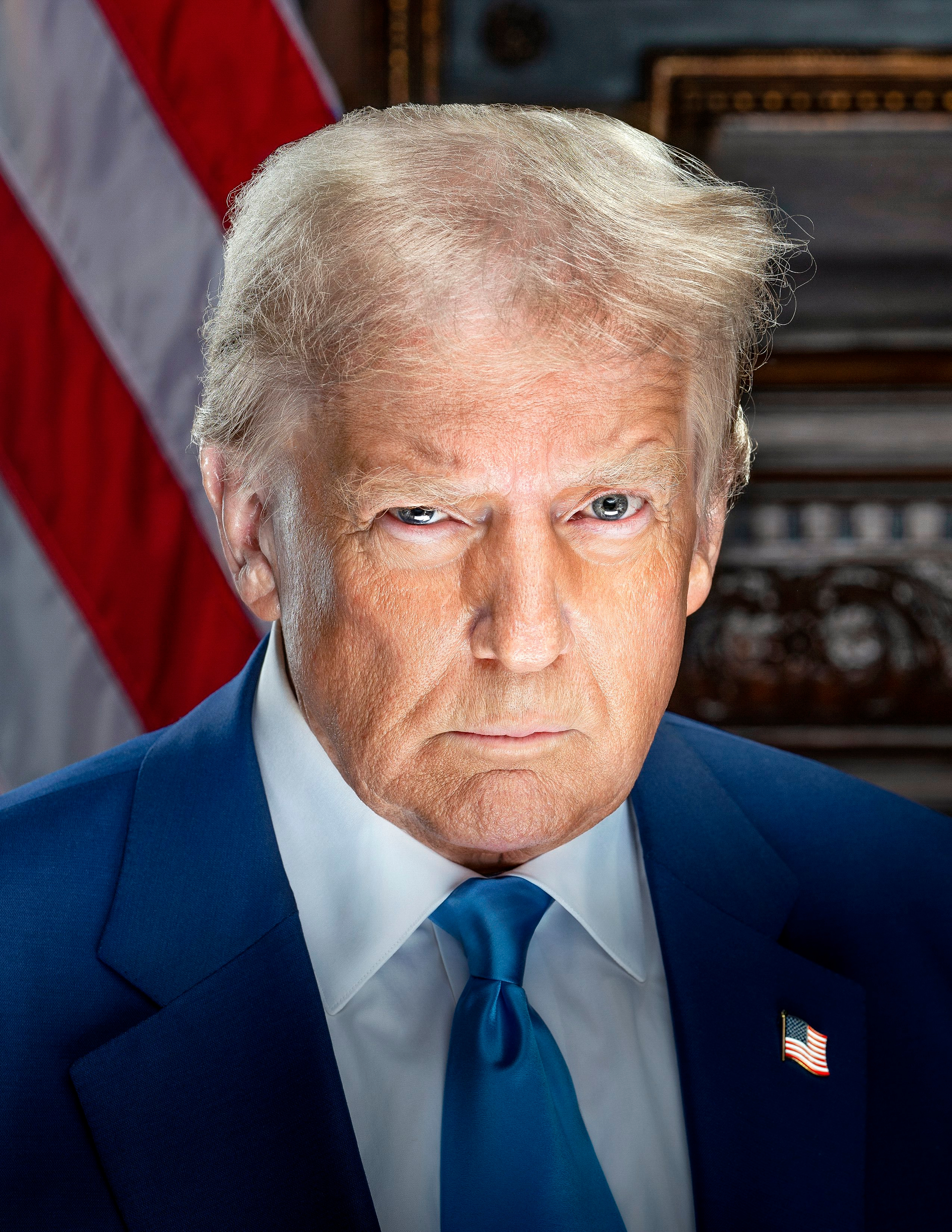
Donald Trump (2017-2021; 2025-2029)